# Transall C-160

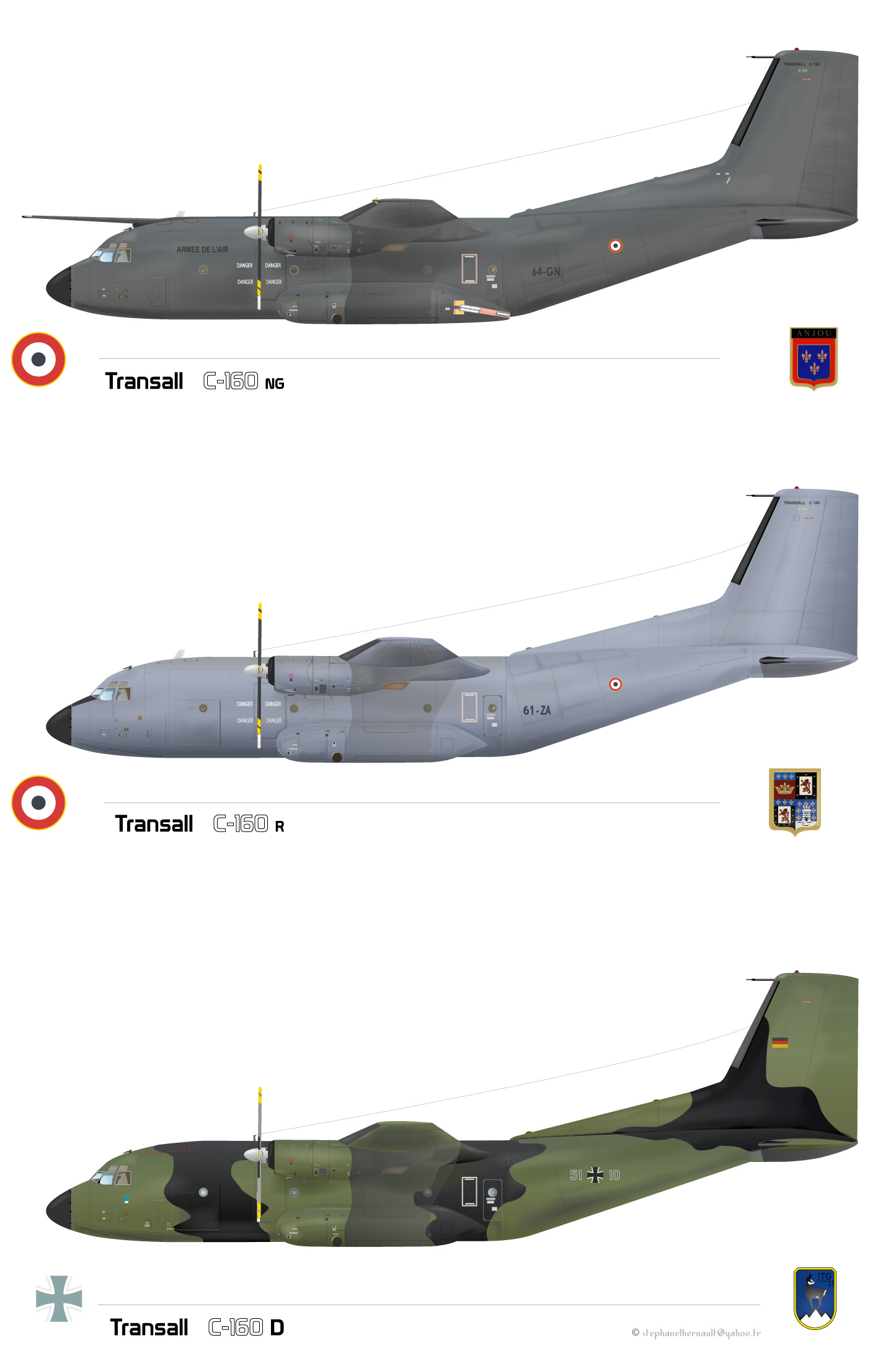
Transall von Armée de l’Air und Luftwaffe im Vergleich

Die Transall C-160 ist ein in den 1960er Jahren vom deutsch-französischen Firmenkonsortium Transporter Allianz entwickeltes taktisches Transportflugzeug, das von den Französischen Luftstreitkräften und den Türkischen Luftstreitkräften eingesetzt wird. Deutschland musterte die C-160 Ende 2021 aus. Die Typenbezeichnung des von zwei Propellerturbinen angetriebenen Schulterdeckers setzt sich aus dem Einsatzzweck (C für Cargo) und der Flügelfläche (160 m²) zusammen.
Bekannt wurde das für militärische Einsätze entworfene Flugzeug unter anderem durch Hilfsflüge, die die Luftwaffe insbesondere in den 1970er und 1980er Jahren nach Afrika durchführte. In kleinerem Umfang wurde die Transall auch zivil eingesetzt. Bei den Luftstreitkräften der zwei aktuellen Nutzerstaaten wird sie seit 2013 nach und nach durch den Airbus A400M abgelöst.

## Geschichte

### Entwicklung

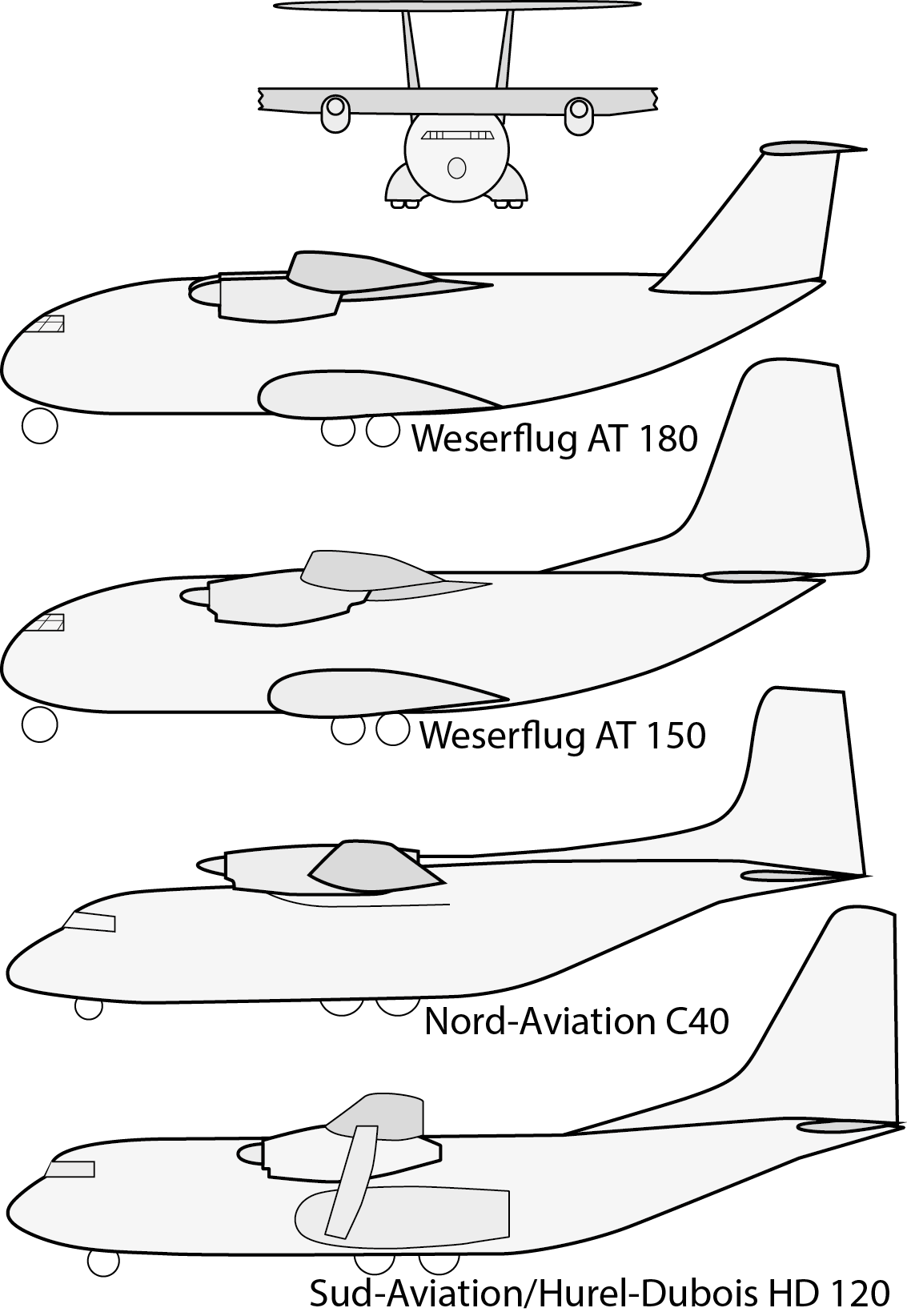
Schematische Darstellung der im Vorfeld untersuchten Konzepte

Im Jahr 1957, als sich der Lizenzbau der Nord 2501 Noratlas noch im Vorbereitungsstadium befand, begannen in Frankreich und Deutschland unabhängig voneinander erste Planungen für die Entwicklung eines Nachfolgemusters. Während sich in Frankreich Nord Aviation und Sud Aviation/Hurel-Dubois mit dem Projekt befassten, waren dies in Deutschland Weserflug und Hamburger Flugzeugbau (HFB). Die deutschen Entwürfe mit vier Triebwerken zeigten bei der Auslegung deutlich die Einflüsse der Lockheed C-130 Hercules. Die französischen Vorschläge tendierten dagegen mehr zu einer zweimotorigen Lösung, die für strategische Langstreckeneinsätze geeignet sein sollte. Aus deutscher Sicht sollte dagegen die Beschaffung eines taktischen Transporters mit relativ geringer Reichweite im Vordergrund stehen. Beide Länder waren sich jedoch bei der Forderung von STOL-Eigenschaften und der Einsatzfähigkeit auf unvorbereiteten Pisten einig.
Die vom HFB durchgeführten Studien führten Anfang 1958 zum Entwurf HFB P.311, der die Möglichkeit des gleichzeitigen Beladens und Entladens über Ladeklappen unter dem Bug und am Heck vorsah. Der geplante Antrieb bestand aus vier Allison-T56-Turboprops und die Flügelfläche sollte 150 m² betragen. Weserflug schlug ebenfalls eine viermotorige Auslegung, aber eine größere Flügelfläche von 180 m² und einen voluminöseren Rumpf mit Heckklappen vor. Eine Eigentümlichkeit, die beide Konzepte aufwiesen, war das geteilte Seitenleitwerk mit obenliegendem Höhenleitwerk. Ein zweiter Entwurf von Weserflug betraf ein kleineres zweimotoriges Flugzeug mit 150 m² und einem Zentralleitwerk. Zugunsten der beiden von Weserflug ausgearbeiteten Vorschläge wurde die HFB P.311 schließlich gestrichen. Nach Bildung der ersten provisorischen „Arbeitsgemeinschaft Transporter“ erhielten die beiden Weserflugprojekte die Bezeichnungen AT 180 und AT 150. Die in Frankreich von Nord-Aviation vorgeschlagene C 40 war in ihrer zweimotorigen Auslegung der AT 150 sehr ähnlich. Hurel-Dubois entwickelte in Zusammenarbeit mit Sud Aviation die SA-HD 120, bei der eine weitspannende Tragfläche mit großer Streckung vorgesehen wurde.
Ende April 1958 war die erste Projektierungsphase in beiden Ländern abgeschlossen. Auch Italien interessierte sich als drittes Partnerland für eine Projektbeteiligung, um seine Fairchild C-119 zu ersetzen. Ein aus Mitgliedern der drei Staaten gebildeter Ausschuss erarbeitete ein Lastenheft und übergab dieses am 12. Juni 1958 an Vertreter der deutschen und französischen Luftfahrtindustrie. Der Ausschuss erörterte die vorgelegten Konzepte und empfahl schließlich, die Entwürfe von Nord-Aviation und Weserflug weiter zu verfolgen. Auf deutscher Seite stieß das Ingenieurbüro Blume zur Planungsgruppe hinzu, während in Frankreich Sud-Aviation und Hurel-Dubois ausschieden. Frankreich und Deutschland entschieden, die weitere Planung gemeinsam unter der Federführung von Weserflug fortzuführen, während Italien wegen Finanzierungsbedenken aus dem Programm ausschied.
Am 28. Januar 1959 schlossen die vier nunmehr in der „Transporter-Allianz“ zusammengeschlossenen Firmen (Weserflug, HFB, Blume und Nord-Aviation) in Bonn einen Grundsatzvertrag für die geplante Gemeinschaftsentwicklung. Im Februar 1959 wurde anschließend die deutsch-französische Arbeitsgemeinschaft TRANSALL (Transporter Allianz) durch Nord Aviation (Nord) (Paris), Weser-Flugzeugbau (Lemwerder), Hamburger Flugzeugbau (HFB) (Hamburg) und W. Blume – Leichtbau und Flugtechnik (Blume) (Duisburg) gegründet, die das mittlerweile als C-160 bezeichnete Luftfahrzeug in den Versionen F (Frankreich) und D (Deutschland) bauen sollte. Im Dezember 1959 folgte auf Regierungsebene die Unterzeichnung eines Vorvertrags, der den Bau und die Erprobung von drei fliegenden Prototypen, sowie den Bau je einer Bruchzelle für die statische und dynamische Erprobung vorsah. Jedes Land sollte dabei 50 % der Kosten übernehmen.
Im Januar 1960 begann die eigentliche Entwicklung der C-160 Transall. Als Antrieb standen mittlerweile die gegenüber den T56 wesentlich leistungsstärkeren Rolls-Royce Tyne mit annähernd 5000 WPS zur Verfügung. Der von beiden Regierungen genehmigte Beschaffungsplan sah 50 Maschinen für die französische und 110 für die deutsche Luftwaffe vor. Im Jahr 1962 kam ein zusätzlicher Auftrag zum Bau von sechs Nullserienflugzeugen hinzu. Der Auftrag zum Bau der 160 Serienflugzeuge erteilten die beiden Länder am 24. September 1964. Nach dem Produktionsplan sollten die drei Hauptwerke Nord-Aviation, Weserflug (inzwischen VFW) und HFB je ein Drittel liefern. Die Entwicklung und Produktion der Baugruppen war wie folgt verteilt:
- Nord-Aviation: Tragflächen und Triebwerksgondeln
- VFW: Hauptrumpf, Höhenleitwerk
- HFB: Rumpfbug, Rumpfheck und Leitwerksteile

Montiert und eingeflogen wurden die einzelnen Segmente und Flugzeuge von allen drei Herstellern.
Die britische Industrie war durch die Lieferung der Rolls-Royce-Triebwerke und der De-Havilland-Propeller ebenfalls beteiligt. Außerdem lieferte Normalair die Druck- und Klimaanlagen. Das Fahrwerk entwickelte die französische Firma Messier.
Der Beschaffung der Transall gingen kontroverse Sitzungen im Verteidigungsausschuss des Deutschen Bundestags voraus. Einigkeit bestand darüber, dass die Nord Noratlas schnellstmöglich ersetzt werden müsse, allerdings stand neben der Entwicklung und Fertigung eines eigenen Flugzeuges durch die Transporter-Allianz auch der Kauf oder der Lizenzbau der Lockheed C-130 Hercules in der E-Version zur Diskussion. Für den amerikanischen Transporter sprach bei den Verhandlungen im Jahr 1963 vor allem, dass er durch seinen Einsatz im Vietnamkrieg bereits seine Einsatztauglichkeit bewiesen hatte, während von der Transall nur die Prototypen existierten. Die C-130 bot zudem größere und preisgünstigere Transportleistungen. Letztlich fiel die Entscheidung aber zugunsten der Transall, wenn auch vor allem aus politischen Gründen, weil die deutsche Regierung den Verbündeten Frankreich nicht brüskieren wollte und auch, weil die Bundesregierung nach den aufkommenden Korruptionsvorwürfen im Zusammenhang mit der Beschaffung der Lockheed F-104 Starfighter (Starfighter-Affäre) Lockheed nicht mit einer weiteren Bestellung in dieser Größe beauftragen wollte.

### Prototypen und Vorserienmaschinen

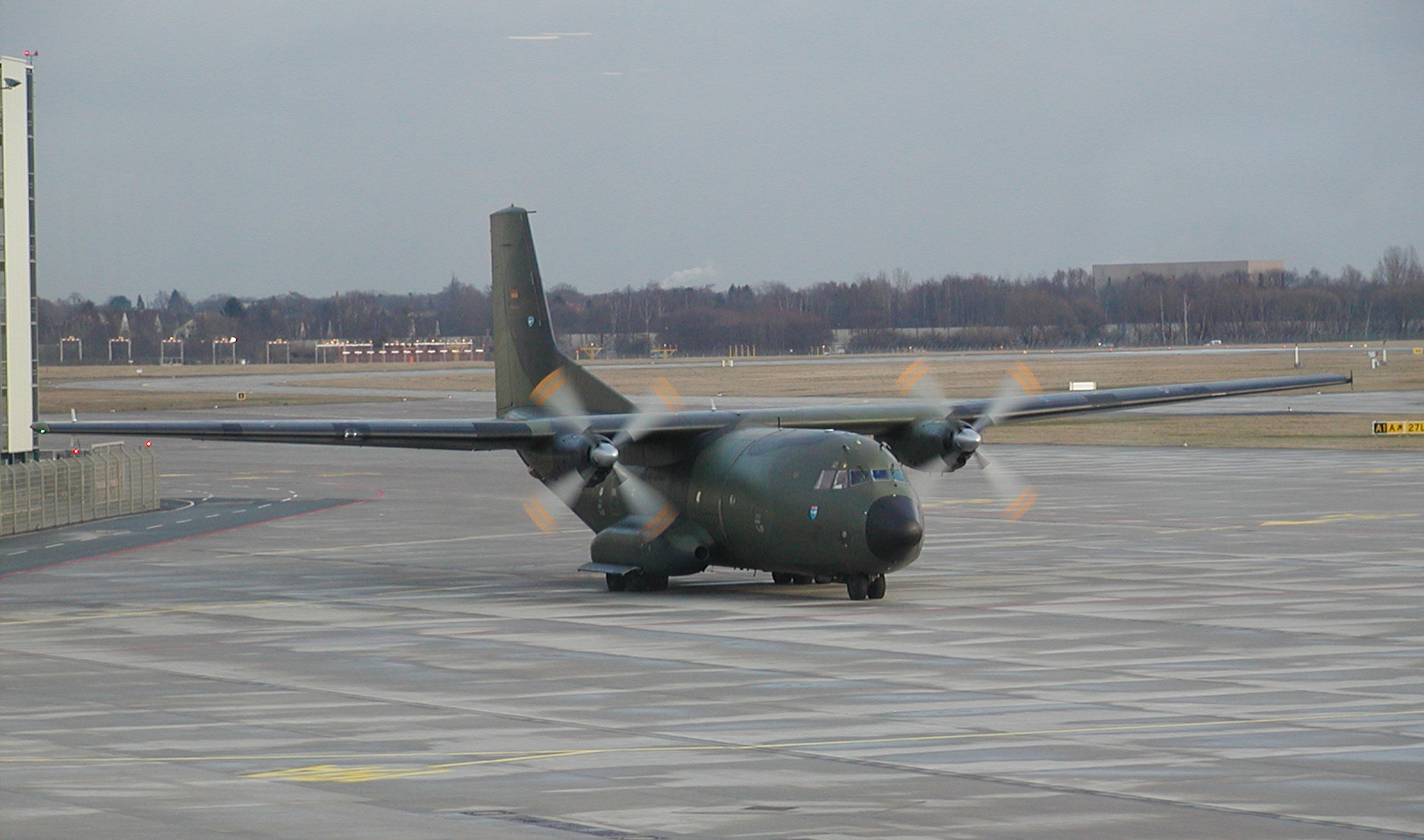
Transall 50+14 auf dem Rollfeld des Flughafens Langenhagen, 2006

Das Erprobungsprogramm wurde mit drei Transall durchgeführt, die als Versuchsmuster (V) 1 bis 3 bezeichnet wurden. Die C-160 V1 startete als erster der drei Prototypen ihren 55-minütigen Erstflug am 25. Februar 1963 in Melun-Villaroche (Frankreich) mit Testpilot Jean Lanvario am Steuer. Am 25. Mai 1963 folgten die V2 in Lemwerder bei Bremen und am 19. Februar 1964 die V3 in Hamburg-Finkenwerder.
Neben diesen Maschinen wurden zwei Bruchzellen für Bodenversuche und sechs Vorserienflugzeuge A-01 bis A-06 hergestellt. Aufgrund der Erfahrungen bei den Testflügen wurde der Rumpf der Transall bei Vorserien- und Serienmaschinen gegenüber den Prototypen um einen Spant, etwa 51 cm, vergrößert, zudem wurden die Flügel um 2° 10″ gepfeilt.
Nach dem Erstflug wurden die Maschinen am deutsch-französischen Testzentrum Istres stationiert, wo sich neben der französischen Testpilotenschule EPNER lange Zeit eine Außenstelle der Erprobungsstelle 61 (heute Wehrtechnische Dienststelle 61) befand und das Testflugprogramm größtenteils durchgeführt wurde.
| Versuchsmuster  | Kennzeichen         | Hersteller | Erstflug           | Erprobungsbereiche |
| --------------- | ------------------- | ---------- | ------------------ | --- |
| V1              | D-9507              | Nord       | 25. Februar 1963 1 | Abstimmung von Triebwerk und GTG, Erprobung der Flugeigenschaften sowie des Enteisungssystems (in Vidsel, Schweden)                                                                                      |
| V2              | D-9508              | VFW        | 25. Mai 1963       | Erprobung der Flugeigenschaften/Flugleistung, der Elektrik, der Avionik und Flattererprobung; Erprobung unter „Hot-and-high“-Bedingungen (hohe Temperaturen und Druckhöhen) in Addis Abeba und Dschibuti |
| V3              | D-9509              | HFB        | 19. Februar 1964   | Tests der Flugzeugstruktur, Beladungserprobung, Absetzen von Lasten sowie Fallschirmspringern, Erprobung des Einsatzes von unvorbereiteten Pisten                                                        |
| Vorseriennummer |                     |            |                    | Anmerkung |
| A-01            | D-9524 YA+051 50+03 | Nord       | 21. Mai 1965       | Nach anderen Angaben wurden zwei Maschinen von Nord, VFW und HFB gebaut. |
| A-02            | 61-MI               | VFW        | 23. Juni 1965      | Nach anderen Angaben wurden zwei Maschinen von Nord, VFW und HFB gebaut. |
| A-03            | D-9525 YA+052 50+04 | HFB        | 27. August 1965    | Nach anderen Angaben wurden zwei Maschinen von Nord, VFW und HFB gebaut. |
| A-04            | 61-BI               |            | 31. Januar 1966    | Nach anderen Angaben wurden zwei Maschinen von Nord, VFW und HFB gebaut. |
| A-05            | 50+05               |            | 5. Februar 1966    | Nach anderen Angaben wurden zwei Maschinen von Nord, VFW und HFB gebaut. |
| A-06            | 61-ZB               |            | 28. April 1966     | Nach anderen Angaben wurden zwei Maschinen von Nord, VFW und HFB gebaut. |

### Auslieferung

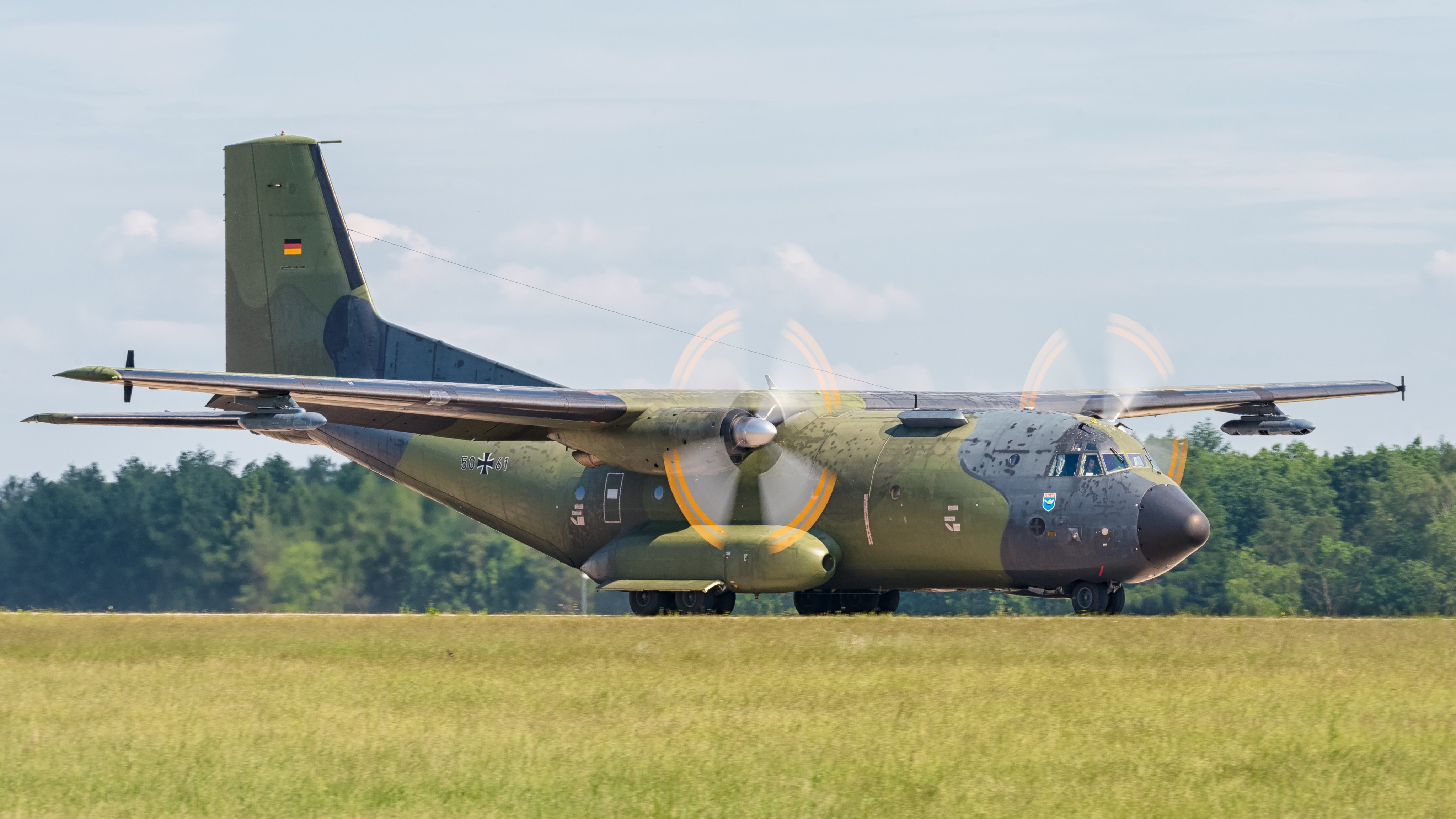
C-160D 50+61 des LTG 63 auf der ILA 2016

Die erste offizielle Auslieferung einer Serienmaschine fand am 2. August 1967 in Lemwerder an die französischen Luftstreitkräfte (Armée de l’air) statt. Am 30. April 1968 erhielt die Luftwaffe ihre erste Transall C-160 mit dem taktischen Kennzeichen 50+06.
Im ersten Los wurden 169 Transall C-160 hergestellt, von denen 50 an die Armée de l’air, 9 nach Südafrika und 110 an die Luftwaffe geliefert wurden. Die französische Endmontagelinie befand sich in Bourges (Nord), die deutschen in Finkenwerder (HFB) und Lemwerder (VFW).
Von den für Deutschland gebauten Flugzeugen wurden 1971/1972 20 Stück an die Türkei verkauft. Dem ging voran, dass die Bundeswehr schon 1967 plante, nicht mehr 110, sondern nur noch 60 Flugzeuge zu kaufen. Diese Idee, offiziell die Folge einer Verkleinerung von Bundeswehr und Wehretat, konnte von französischer Seite vereitelt werden, da zur Reduzierung der Stückzahl der Vertrag zwischen Frankreich und Deutschland beidseitig hätte geändert werden müssen, was aber von französischer Seite am 10. Mai 1967 im Gespräch zwischen den damals amtierenden Verteidigungsministern Gerhard Schröder (CDU) und Pierre Messmer abgelehnt wurde.

### Nouvelle Génération
Nach einer Absichtserklärung über den Kauf von 25 weiteren Transall C-160 durch die Armée de l’air wurde im Jahr 1976 ein zweites Los aufgelegt. An diesem Programm beteiligten sich Messerschmitt-Bölkow-Blohm (MBB), Aérospatiale und VFW-Fokker, entstanden teilweise aus Fusionen der an der vorherigen Serie beteiligten Unternehmen. Die von Frankreich bestellten Transall erhielten die Bezeichnung C-160NG (Nouvelle Génération). Zu den 25 bereits von Frankreich bestellten Transall C-160NG kamen weitere vier Maschinen hinzu, die für Sondereinsätze speziell ausgerüstet wurden. Auch Indonesien bestellte sechs Maschinen der „Neuen Generation“.
Die erste Transall C-160NG startete am 9. April 1981 mit Jean Franchi zu ihrem Erstflug. Die Endmontage der Serienflugzeuge fand im Werk Saint Martin du Touch in Toulouse statt. In der Halle werden heute Flugzeuge des Herstellers Avions de Transport Régional (ATR) montiert.

## Konstruktion

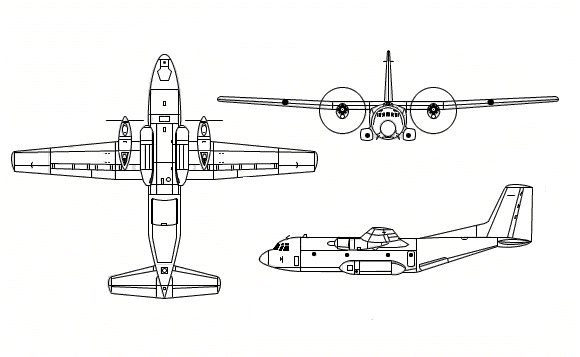
Transall C-160

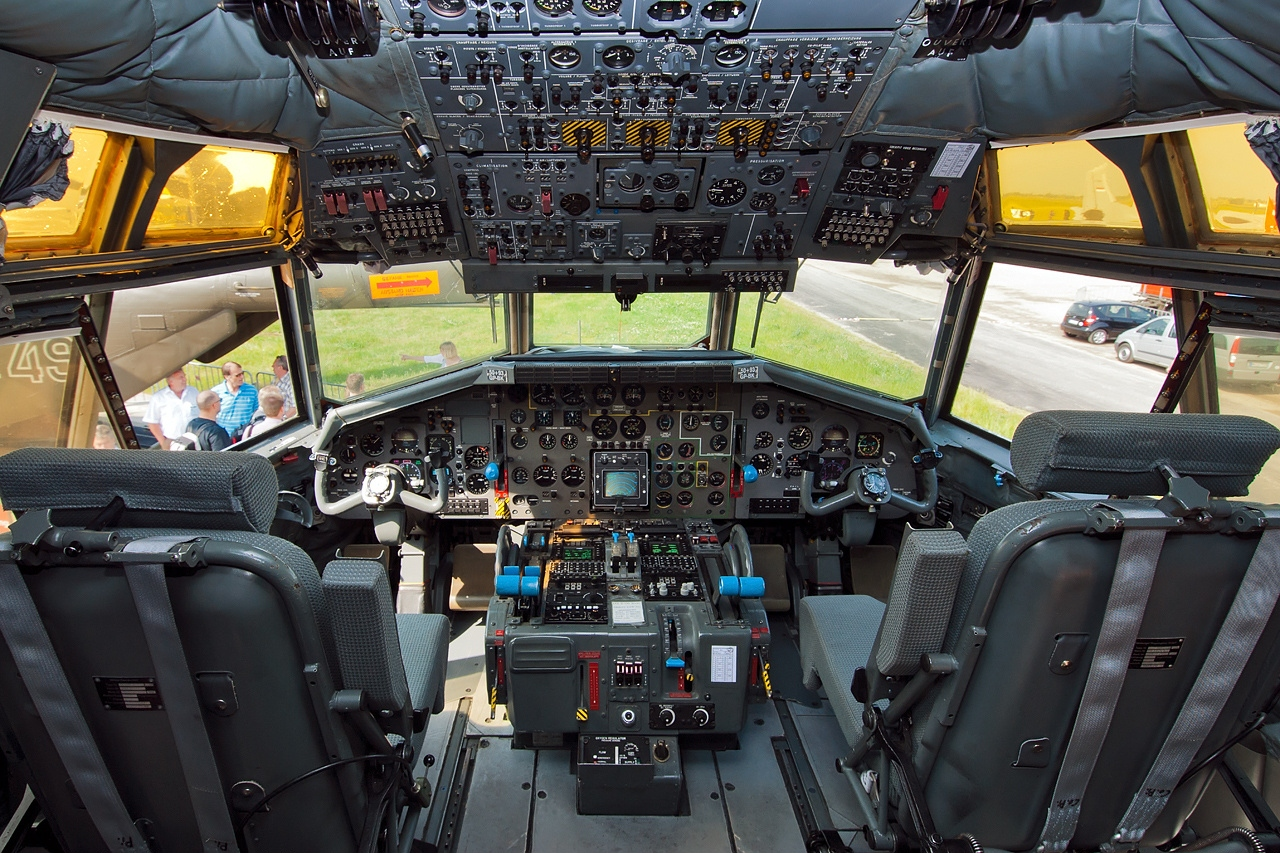
Cockpit einer Transall C-160D

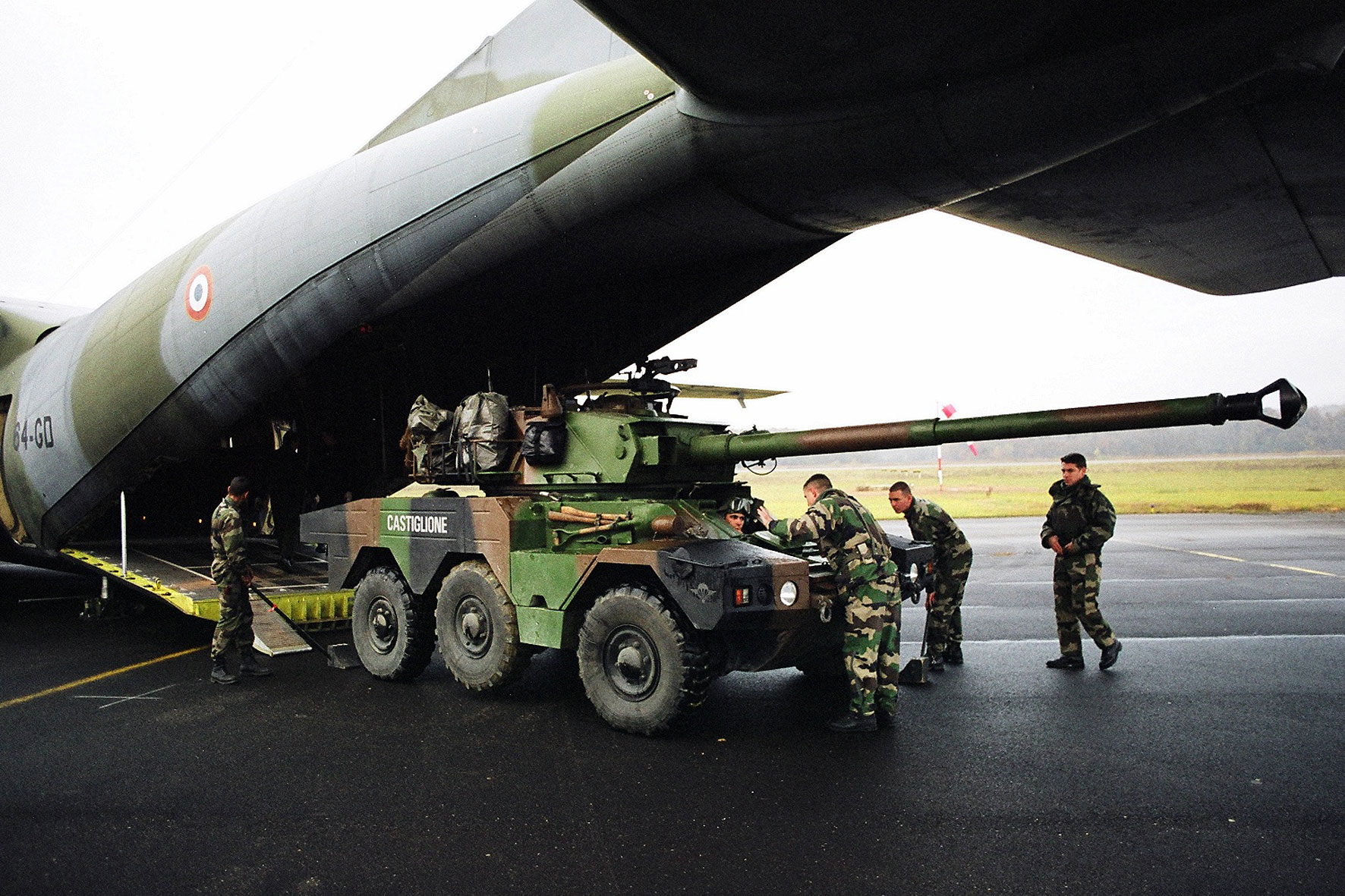
Die Laderampe, hier mit einem französischen Radpanzer ERC-90

### Rumpf
Der Rumpf der Transall ist in Ganzmetall-Halbschalenbauweise mit annähernd kreisförmigem Querschnitt konstruiert. Das Cockpit ist gegenüber dem Laderaumboden leicht erhöht und über eine kurze Treppe erreichbar. Der gesamte Innenraum ist als Druckkabine konstruiert. Diese wird von einem Normalair-Garrett-System mit 0,32 bar druckbelüftet, sodass bis zu einer Flughöhe von 8000 m die Kabinendruckhöhe 3500 m nicht überschreitet. Zwischen Cockpit und Laderaum befinden sich der Besatzungseinstieg sowie im vorderen Bereich des Laderaums auf der linken Seite das vordere Ladetor.
Da dieses Ladetor einen Eingriff in die Struktur bedeutet, nur selten im Einsatz genutzt wurde und das Leergewicht gegenüber einem Rumpf ohne Tor erhöht, wurde bei der C-160NG darauf verzichtet. Im hinteren Bereich des Laderaums befinden sich vor dem Übergang zum Leitwerk auf beiden Seiten Fallschirmspringertüren. Laderampe und das hintere Ladetor können am Boden und im Flug geöffnet werden. Letzteres dient dem Absetzen größerer Lasten im Flug in festgelegten Verfahren. Die Rampe kann nach dem vorherigen Öffnen des hinteren Ladetors, das in den Rumpf nach oben eingezogen wird, bis zum Boden abgesenkt werden.
Der Laderaum selbst, ausgelegt nach dem internationalen Eisenbahnprofil, ist 13,5 m lang sowie 3,15 m breit und weist eine Höhe von 2,98 m auf, damit liegt die Frachtfläche bei 42,5 m² und das Frachtvolumen bei 126,72 m³. Fracht kann auf Paletten oder in Containern bis maximal 16.000 kg geladen werden. Auch mehrere Fahrzeuge wie Lastwagen (ein Fünftonner oder zwei Dreitonner), Geländewagen oder mehrere Waffenträger Wiesel (vier Wiesel 1 oder zwei Wiesel 2) finden Platz. Lasten bis 8000 kg können abgeworfen werden. Beim Personentransport stehen maximal 93 Sitzplätze zur Verfügung.
Bei einem MedEvac-Einsatz (Medical Evacuation) können bis zu zwölf Ärzte und Sanitäter drei Schwerverletzte auf sogenannten Patienten-Transport-Einheiten intensivmedizinisch versorgen. Zusätzlich finden 14 Leichtverletzte auf Tragen Platz.
Ist die Maschine für das Absetzen von Fallschirmjägern ausgerüstet, können in Deutschland beim Absprung mit automatischen Fallschirmen 58 Springer mit Sprunggepäck oder 77 Springer ohne Sprunggepäck abgesetzt werden. Springen die beiden Absetzer mit ab, sind es jeweils zwei Mann mehr. Beim Absetzen von Freifallern können alle Plätze genutzt werden.

### Cockpit/Avionik
Das Cockpit ist je nach Modell mit konventionellen Instrumenten oder Bildschirmen ausgestattet. Die Flugnavigationsinstrumente der deutschen Version wurden bei einem größeren Umbau von 1994 bis 1998 einer vollständigen Neuverkabelung sowie einer umfangreichen Erneuerung der Avionik unterzogen. Im Rahmen der sogenannten ANA/FRA-(Autonome Navigationsanlage/Flugregelanlage)-Umrüstung erhielten die Flugzeuge ein Flight Management System, militärische GPS-Empfänger, ein Trägheitsnavigationssystem mit Laserkreiseln, zwei elektronische Horizontal Situation Indicator zur bodenunabhängigen Navigation sowie zwei neue Autopiloten mit Flight Director für eine weitgehend automatisierte Flugdurchführung. Durch diese Neuerungen wurde der Bordnavigationsfunker (BNF) nicht mehr benötigt.
Ihm oblag es bis dahin, die Position der Transall mit einem Sextanten, LORAN-C- und Dopplernavigation oder auch mit dem Wetter-/Navigationsradar zu bestimmen. Mit diesem Radar wurden auch Instrumentenanflüge, die sogenannten Airborne-Radar-Approaches (ARA) geflogen, bei denen das Navigationsradar neben einer Landebahn stehende Metallreflektoren anstrahlt und nach dem Echo die Position des Flugzeuges ermittelt.
Ab Ende August 2011 testete die Luftwaffe für kurze Zeit beim LTG 63 in Hohn bei Rendsburg Tablet-Computer als Ergänzung der bestehenden Avionik und als Ersatz für herkömmliche Flugkarten.

### Tragwerk
Das Tragwerk besteht aus einem dreiteiligen Ganzmetallschalenflügel mit zwei Holmen. An das rechteckige Mittelstück schließen sich zwei trapezförmige Außenflügel an. Für die Tragflächen wurden die NACA-Profile 632-A-218 (Mittelstück) und 633-A-314 (Flügelspitze) mit relativen Dicken zwischen 18 und 14 % verwendet. Als Landeklappen kommen hydraulisch bewegte Doppelspaltklappen zum Einsatz. Auf der Ober- und Unterseite befinden sich zudem zwei Luftbremsen. Die Querruder werden auf jeder Seite von einem Spoiler unterstützt, der automatisch bei Betätigung des Querruders ausgefahren wird.

### Leitwerk
Das Leitwerk ist freitragend konstruiert und ebenfalls vollständig aus Metall. Die Seitenflosse hat drei Holme und ist über 16 Bolzen mit dem Rumpf verbunden. Die beiden Höhenruder bestehen jeweils aus einem Stück, sie werden wie Quer-, Seitenruder und Klappen hydraulisch betätigt. Die Vorderkanten von Seitenruder- und Höhenruderflossen werden elektrisch enteist.

### Fahrwerk

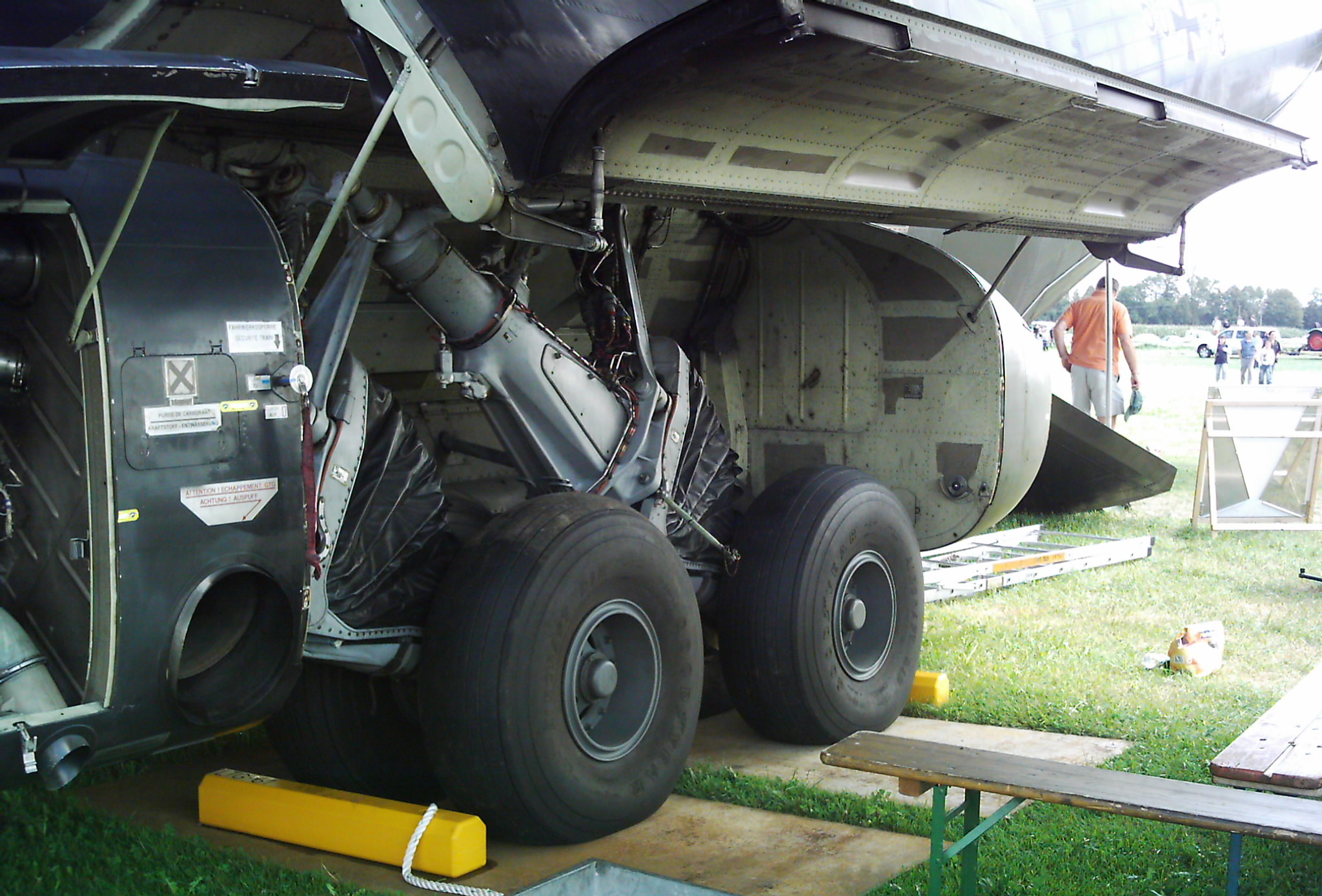
Blick auf das Hauptfahrwerk der Transall

Das Fahrwerk der Transall besteht aus einem zwillingsbereiften Bugfahrwerk sowie zwei in Gondeln untergebrachten, ebenfalls zwillingsbereiften Hauptfahrwerksachsen. Das Hauptfahrwerk wird hydraulisch über Scheibenbremsen gebremst, das Bugfahrwerk hat eine Auflaufbremse. Die Niederdruckreifen (3,0 bis 3,3 bar) und die Federbeine des Fahrwerks ermöglichen es auf unbefestigten Flugplätzen zu landen und zu starten.

### Triebwerk

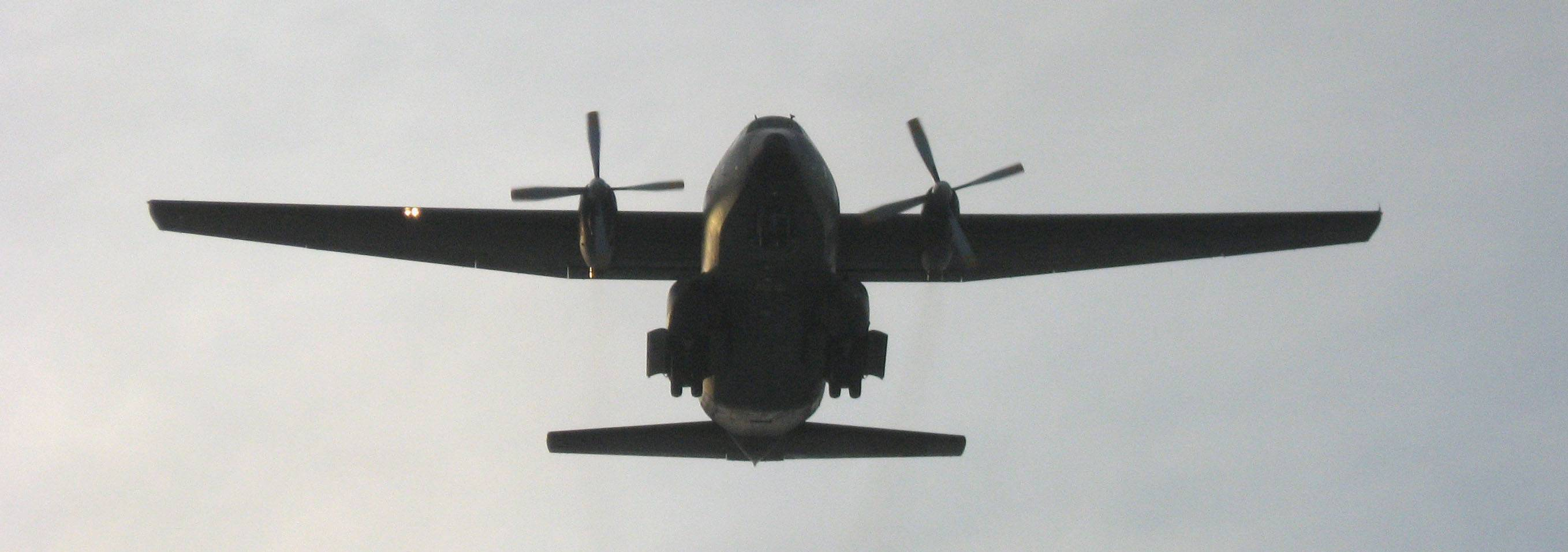
Transall im Landeanflug, Fliegerhorst Landsberg

Angetrieben wird die Transall von zwei Turboprop-Triebwerken Rolls-Royce Tyne Mk.22, die jeweils über ein Planetengetriebe einen Vierblatt-Propeller antreiben. In der rechten Fahrwerksgondel befindet sich ein Wasser-Methanol-Tank, aus dem zum Start das Gemisch entnommen und in den Verdichter eingespritzt wird. Das Wasser-Methanol-Gemisch in der Ansaugluft erhöht durch Verdunstungskühlung deren Dichte, was die Verbrennung der maximalen Kerosinmenge und damit den gleichen Schub bis hin zu 19 Grad über der Standardtemperatur ermöglicht. Der Propeller, der hydromechanisch verstellbar ist und einen Durchmesser von 18 ft (5,486 m) hat, besteht in der D- und F-Version aus Duraluminium. Die hydromechanische Verstellung der Propeller erfolgt über einen Bereich von +86° (Segelstellung) bis zur Bremsschubstellung (Reversion, −14°) automatisch über die Leistungshebel.
Neben den verwendeten Propellern aus Aluminium erprobte die Luftwaffe von 1969 an bis mindestens 1974 eine aus Holz gefertigte, abweichende Propellerform mit 5 und 5,4 Metern Durchmesser, mit dem Ziel, den Lärm im Laderaum und die Schwingungen der Zelle durch die Vibrationen der Triebwerke zu verringern; dabei wurden 427 Stunden lang Tests am Boden sowie 348 Flugstunden mit dem Prototyp V2 erflogen, abschließend konnte jedoch keine Verbesserung gegenüber dem noch heute verwendeten Propeller festgestellt werden. Von betroffenen Anwohnern an den Orten, die überflogen wurden, gab es immer wieder Beschwerden über Fluglärm, womit sich z. B. auch die Bürgerschaft in Bremen befasste.
Bei den französischen Flugzeugen der NG- und R-Version kommt wahlweise ein Propeller aus Verbundmaterial zum Einsatz; dabei kann die Transall parallel mit beiden Propellertypen betrieben werden.

### Weitere Systeme

#### Hydraulik und Stromversorgung
An jedem Triebwerk ist ein Hilfsgeräteträger angebracht, der jeweils einen Generator mit 60 kVA, einen Generator mit 9 kVA, zwei Hydraulikpumpen und einen Kabinenlader für die Druckkabine antreibt. Unter einer Propellerdrehzahl von 2000 min−1 können die Propeller mit einer Propellerbremse zum Stehen gebracht werden.

#### Hilfsaggregat
Die Transall ist in der linken Fahrwerksgondel mit einer Hilfsturbine (genannt GTG = Gasturbinengenerator) vom Typ AiResearch GTCP 85-160A mit 203 PS ausgestattet. Der Auslass befindet sich vor den Rädern des Hauptfahrwerkes (siehe Bild oben). Sie versorgt das Flugzeug am Boden (insbesondere auf Behelfs- bzw. Feldflugplätzen) vor dem Anlassen der Triebwerke mit elektrischer Energie, Druckluft und Hydraulikdruck. In der Luft wird die Hilfsturbine nur in Notfällen betrieben, da im Flug die Energieversorgung von den Generatoren der Triebwerke sichergestellt wird. Bei niedrigen Temperaturen können unter Zuhilfenahme eines Gerätesatzes beide Triebwerke mittels GTG-Zapfluft vorgewärmt werden.

#### Treibstoffsystem
Die Versionen C-160D und F haben vier Tanks – jeweils zwei in der linken und rechten Tragfläche –, die zusammen maximal 16.410 Liter Kerosin fassen und die beiden Triebwerke und das Hilfsaggregat versorgen. Die NG-Version hat größere Flächentanks und einen zusätzlichen Tank im Tragflächenmittelstück mit einem Fassungsvermögen von 28.050 Litern. Zudem können die Maschinen der NG- und der R-Baureihe über eine Betankungssonde in der Luft betankt werden, was diese Maschinen eingeschränkt zum strategischen Lufttransport befähigt.

#### Klimaanlage
Eine Klimaanlage sorgt im Reiseflug für Temperaturen zwischen 16 und 18 Grad Celsius, bei höherer Außentemperatur ist eine Kühlung um bis zu 10 Grad Celsius möglich.

#### Selbstschutzanlage
Mit den Auslandseinsätzen auf dem Balkan und in Afghanistan wurde der Einbau einer Selbstschutzanlage für notwendig erachtet, insbesondere, nachdem ein italienischer Militärtransporter vom Typ Fiat G.222 im September 1992 im Anflug auf Sarajevo von einer Boden-Luft-Rakete abgeschossen worden war. Dazu erhielt ein Teil der deutschen Transall-Flotte das AN/AAR-54(V)-Raketenwarnsystem von Northrop Grumman, das von einem Taktischen Systemoffizier (TSO) bedient wird. Der TSO nimmt dabei den früheren Sitz des Bordnavigationsfunkers ein.

## Evolution der Versionen

### Realisierte Versionen
|        |        |        |        |        |        |  |  |        |        |        |        |        |        |  |  |        |        |        |        |        |        | C-160 V1…V3 |        |        |        |       |       |         |         |         |         |         |         |        |        |  |  |        |        |        |        |        |        |  |  |  |  |  |  |  |  |
|        |        |        |        |        |        |  |  |        |        |        |        |        |        |  |  |        |        |        |        |        |        |             |        |        |        |       |       |         |         |         |         |         |         |        |        |  |  |        |        |        |        |        |        |  |  |  |  |  |  |  |  |
|        |        |        |        |        |        |  |  |        |        |        |        |        |        |  |  |        |        |        |        |        |        | C-160A      |        |        |        |       |       |         |         |         |         |         |         |        |        |  |  |        |        |        |        |        |        |  |  |  |  |  |  |  |  |
|        |        |        |        |        |        |  |  |        |        |        |        |        |        |  |  |        |        |        |        |        |        |             |        |        |        |       |       |         |         |         |         |         |         |        |        |  |  |        |        |        |        |        |        |  |  |  |  |  |  |  |  |
|        |        |        |        |        |        |  |  |        |        |        |        |        |        |  |  |        |        |        |        |        |        |             |        |        |        |       |       |         |         |         |         |         |         |        |        |  |  |        |        |        |        |        |        |  |  |  |  |  |  |  |  |
|        |        |        |        |        |        |  |  | C-160D | C-160D | C-160D | C-160D | C-160D | C-160D |  |  |        |        |        |        |        |        | C160F       | C160F  | C160F  | C160F  | C160F | C160F |         |         |         |         |         |         |        |        |  |  | C-160Z | C-160Z | C-160Z | C-160Z | C-160Z | C-160Z |  |  |  |  |  |  |  |  |
|        |        |        |        |        |        |  |  | C-160D | C-160D | C-160D | C-160D | C-160D | C-160D |  |  |        |        |        |        |        |        | C160F       | C160F  | C160F  | C160F  | C160F | C160F |         |         |         |         |         |         |        |        |  |  | C-160Z | C-160Z | C-160Z | C-160Z | C-160Z | C-160Z |  |  |  |  |  |  |  |  |
| C-160T | C-160T | C-160T | C-160T | C-160T | C-160T |  |  |        |        |        |        |        |        |  |  |        |        |        |        |        |        |             |        |        |        |       |       |         |         | C-160P  | C-160P  | C-160P  | C-160P  | C-160P | C-160P |  |  |        |        |        |        |        |        |  |  |  |  |  |  |  |  |
| C-160T | C-160T | C-160T | C-160T | C-160T | C-160T |  |  |        |        |        |        |        |        |  |  |        |        |        |        | C-160R | C-160R | C-160R      | C-160R | C-160R | C-160R |       |       | C-160NG | C-160NG | C-160NG | C-160NG | C-160NG | C-160NG | C-160P | C-160P |  |  |        |        |        |        |        |        |  |  |  |  |  |  |  |  |
|        |        |        |        |        |        |  |  |        |        |        |        |        |        |  |  |        |        |        |        | C-160R | C-160R | C-160R      | C-160R | C-160R | C-160R |       |       | C-160NG | C-160NG | C-160NG | C-160NG | C-160NG | C-160NG |        |        |  |  |        |        |        |        |        |        |  |  |  |  |  |  |  |  |
|        |        |        |        |        |        |  |  |        |        |        |        |        |        |  |  |        |        |        |        |        |        |             |        |        |        |       |       |         |         |         |         |         |         |        |        |  |  |        |        |        |        |        |        |  |  |  |  |  |  |  |  |
|        |        |        |        |        |        |  |  |        |        |        |        |        |        |  |  | C-160G | C-160G | C-160G | C-160G | C-160G | C-160G |             |        |        |        |       |       | C-160H  | C-160H  | C-160H  | C-160H  | C-160H  | C-160H  |        |        |  |  |        |        |        |        |        |        |  |  |  |  |  |  |  |  |
|        |        |        |        |        |        |  |  |        |        |        |        |        |        |  |  | C-160G | C-160G | C-160G | C-160G | C-160G | C-160G |             |        |        |        |       |       | C-160H  | C-160H  | C-160H  | C-160H  | C-160H  | C-160H  |        |        |  |  |        |        |        |        |        |        |  |  |  |  |  |  |  |  |

#### Vorserie C-160A
Das Herstellerkonsortium fertigte zunächst drei Prototypen der C-160, als V1 bis V3 bezeichnet, und aus den bei den folgenden Tests gewonnenen Erfahrungen eine als „Nullserie“ bezeichnete Version C-160A, die einen um einen halben Meter verlängerten Rumpf aufwies und mit den Kennzeichen A-01 bis A-06 registriert wurde. Auch hier teilten sich die drei Hersteller die Anzahl an Luftfahrzeugen zu gleichen Anteilen untereinander auf.

#### Serienversion C-160D, C-160F, C-160NG, C-160Z
Nach dem Abschluss der Erprobung wurden für die Luftwaffe 110 Serienexemplare der Version C-160D gefertigt. Da für diese Anzahl an Luftfahrzeugen jedoch niemals auch nur annähernd genügend Flugzeugbesatzungen zur Verfügung standen, wurden bereits 1971 zwanzig Maschinen an die Türkei abgegeben.
Die Armée de l’air bestellte aus der ersten Generation 50 Maschinen, die bei Auslieferung C-160F genannt wurden. Vier für den Posttransport umgerüstete F-Exemplare wurden als C-160P bezeichnet. Ab 1981 erreichten die Staffeln der französischen Luftstreitkräfte die ersten von 25 Maschinen der Nouvelle Génération unter der Bezeichnung C-160NG. Einzelne vom F- auf den NG-Standard umgerüstete Flugzeuge fliegen als C-160R für die französische Bezeichnung Renové. Diese Maschinen können in der Luft betankt werden, sind mit einem weiteren Tank ausgerüstet und wurden mit modernerer Avionik ausgestattet. Zehn NG-Transall sind in der linken Fahrwerksgondel mit einer Vorrichtung ausgestattet, um in der Luft andere Luftfahrzeuge zu betanken.
Die neun von Aérospatiale an Südafrika gelieferten Maschinen bekamen die Bezeichnung C-160Z.

#### Sonderversionen C-160G, C-160H, C-160T

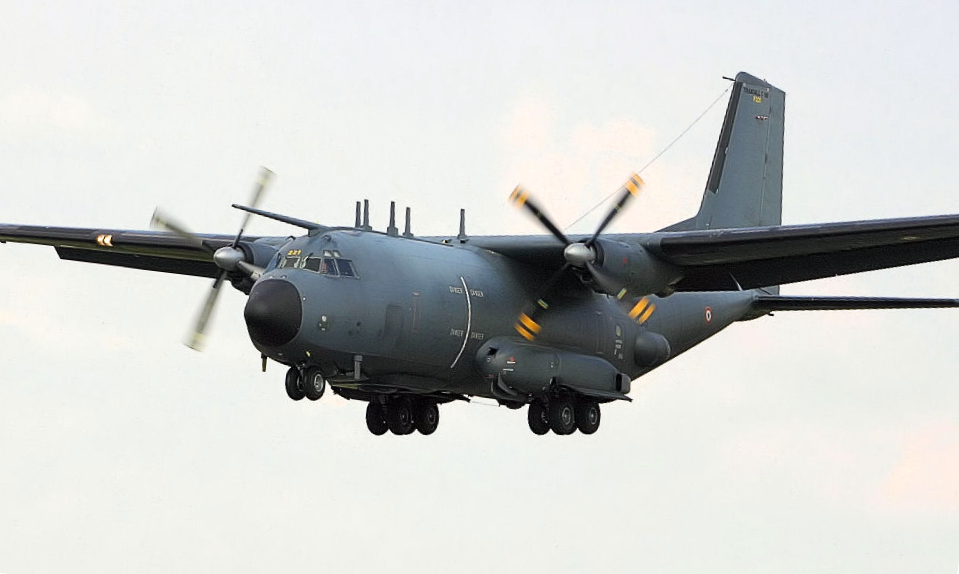
Bild einer Gabriel-Transall (2005), auf dem Rumpf sind die zusätzlich angebrachten Antennen zu erkennen

Aus diesen Standardversionen gingen in Frankreich zwei Untertypen für spezielle Aufgaben hervor, zum einen die C-160H Astarté, vier Maschinen umgebaut zu Relaisstationen für die französische Nuklearstreitmacht (Astarté: Avion Station Relais de Transmissions Exceptionnelles, auf deutsch etwa „Luftfunkstation für wichtige Übertragungen“), sowie die C-160G Gabriel, zwei mit zahlreichen Antennen für die elektronische Aufklärung bestückte NG-Maschinen. Die Astarté-Version war mit VLF-(Very Low Frequency, Längstwelle)-Empfängern und Sendern von Thales ausgestattet, die quasi nicht von feindlichen Kräften gestört werden können, um Informationen mit getauchten U-Booten mit nuklearer Bewaffnung austauschen zu können. Frankreich stellte diese Version 2002 außer Dienst. Die Aufklärungseinrichtungen der Gabriel-Flugzeuge mit den Kennzeichen „GT“ (Seriennummer F216) und „GS“ (Seriennummer F221) wurden ab 2008 von Thales modernisiert.
Neben den französischen Spezialversionen rüstete die Türkei drei C-160D zu Zielerfassungs- und Kommunikationsplattformen um, die die Bezeichnung C-160T „Gören-1“ erhielten.

### Nicht realisierte Versionen
Zwei Vorschläge für militärische Versionen kamen nicht über das Projektstadium hinaus – zum einen eine sogenannte C-160S (auch C-160ASF genannt), ein Vorschlag für eine Seeüberwachungsversion, und ein als C-160AAA bezeichneter Entwurf für eine Frühwarnversion mit je einem Radar des Typs Marconi APY-920 in Bug und Heck.

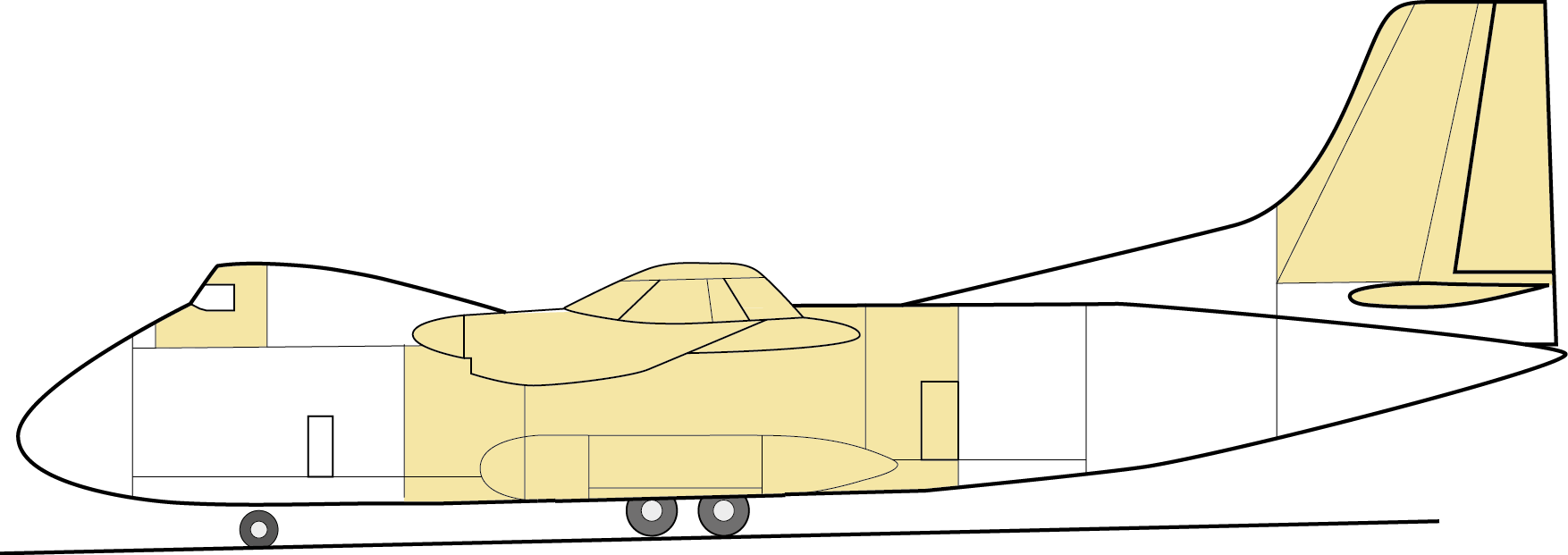
Skizze der geplanten Zivilvariante C-161. Die schattierten Bereiche sollten von der C-160 übernommen werden.

Auch eine erste zivile Variante wurde bereits im Anfangsstadium des Transall-Programms ins Auge gefasst. Diese sollte als reines Frachtflugzeug, als Passagierflugzeug mit 130 Sitzen oder als kombiniertes Fracht-/Passagierflugzeug einsetzbar sein. Man ging bei den Studien davon aus, die Grundzelle der C-160 unverändert übernehmen zu können und lediglich die militärische Ausrüstung entfallen zu lassen. Nach der Begutachtung durch potentielle Betreiber des Musters ließ man diese Pläne jedoch als nicht realisierbar wieder fallen. Eine weitere untersuchte Variante, die insgesamt größere Unterschiede zum Ausgangsentwurf aufwies, war die Studie C-161 Transall. Hierbei sollte das Frachtraumvolumen, ohne wesentliche Änderung der äußeren Abmessungen, beträchtlich vergrößert werden. Im Wesentlichen war geplant Bug und Heck so zu verändern, dass statt 139 m³ nun 189 m³ Laderaum verfügbar waren. Der Bug sollte, ähnlich der Lockheed C-5-Lösung visierartig hochgeklappt werden können und das Cockpit hochgesetzt werden. Die Heckrampe sollte entfallen. Eine praktische Umsetzung erfolgte auch bei diesem Projekt nicht.

## Nutzer

### Militärisch

#### Deutschland

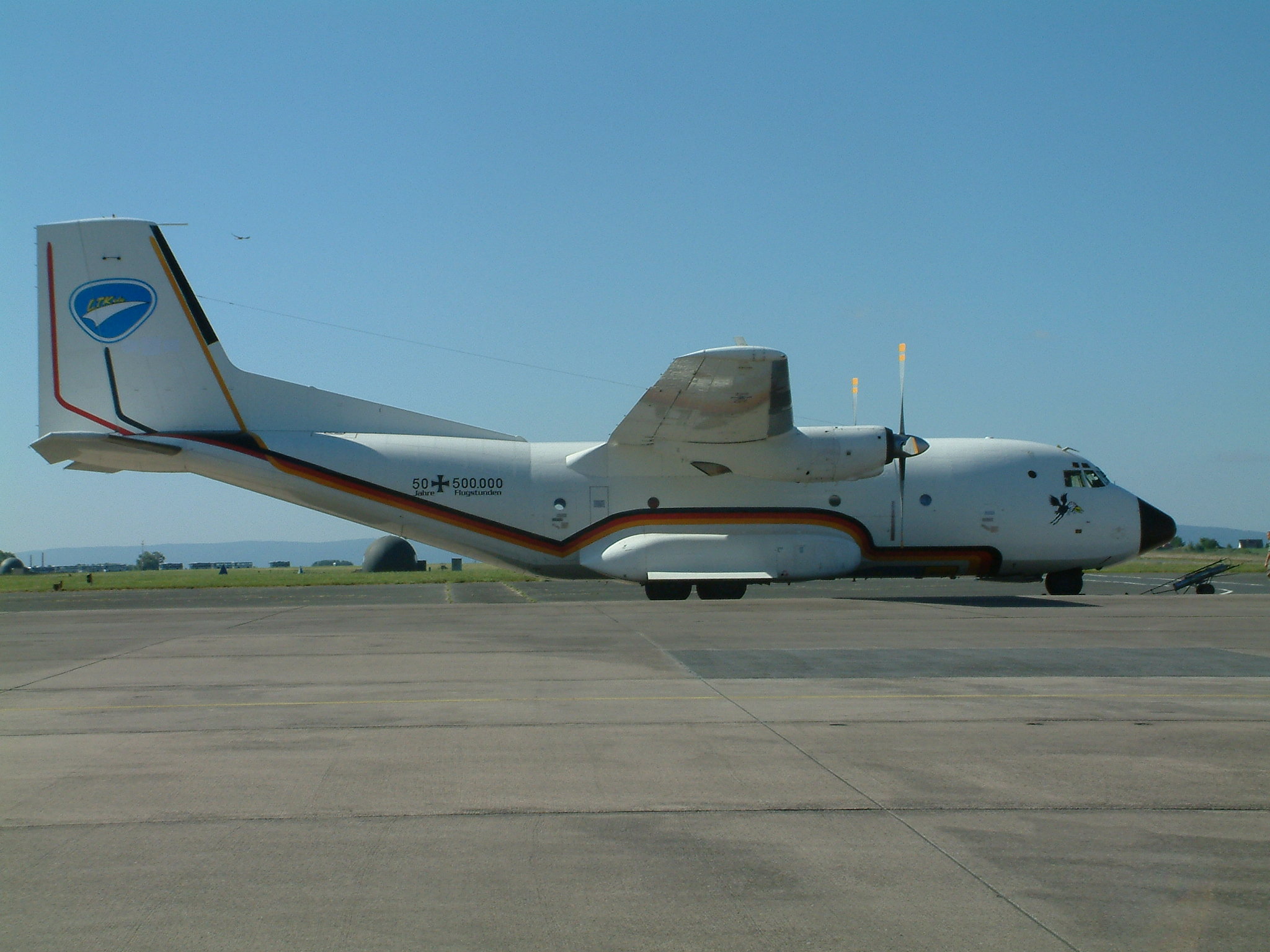
Transall der Luftwaffe in Sonderbemalung

Die Luftwaffe übernahm ab April 1968 insgesamt 110 Maschinen, wovon später 20 an die Türkei abgegeben wurden. Sie flogen bei den Lufttransportgeschwadern 61 (Landsberg), 62 (Wunstorf), 63 (Hohn) sowie bei der Wehrtechnischen Dienststelle 61 (Manching). Das LTG 62, bei dem das Flugzeug seit 1969 stationiert war (bzw. bis 1978 beim Vorgängerverband, der Flugzeugführerschule „S“), gab seine letzten drei Transall zum 3. Juli 2015 nach Hohn ab.
Die Zahl der im Einsatz befindlichen Maschinen wurde noch vor der Einführung des Airbus A400M von 80 (Stand Okt. 2011) auf etwa 60 Flugzeuge reduziert. Im August 2014 waren noch 56 Transall in Dienst.
Für größere Überholungen (sogenannte periodische Inspektionen, ähnlich einem C-Check bei zivilen Luftfahrzeugen) wurden alle Transall der Luftwaffe in Dreijahresintervallen nach Landsberg geflogen, wo diese Arbeiten durch den Abgesetzten Bereich des Systemzentrums Luftfahrzeugtechnik durchgeführt werden konnten. Grundüberholungen wurden zunächst in Lemwerder und seit Mitte der 1990er Jahre bei Airbus Defence and Space in Manching ausgeführt, die ehemaligen Transall-Hersteller sind im Laufe der Jahrzehnte in dem deutsch-französischen Konzern aufgegangen. Ersatzteile für die gesamte Flotte wurden unter anderem bei Premium Aerotec in Varel (bis 31. Dezember 2010 bei EADS Military Aircraft Lemwerder, hervorgegangen aus Weser Flugzeugbau) hergestellt, wo auch verschiedene größere Bauteile instand gesetzt werden.
Die Luftwaffe beging den 40. Jahrestag der Einführung der Transall sowie die einmillionste Flugstunde der Gesamtflotte 2011 jeweils mit einem Festakt in Wunstorf bzw. Hohn. Anlässlich des 50. Jahrestages des Erstfluges fand am 24. Mai 2013 ein Festakt in Landsberg statt, an dem auch Abordnungen der französischen und türkischen Luftstreitkräfte teilnahmen.
Zum 1. April 2014 wurde das Lufttransportgeschwader 63 zum Ausbildungsverband erklärt. Die 3. Staffel des LTG 62, die seit der Einführung des Musters die lehrgangsbezogene praktische und theoretische Transall-Ausbildung durchgeführt hatte, wurde von diesem Auftrag entbunden; die Schulung fand nun auf dem Fliegerhorst Hohn statt. Die Ausbildung auf dem Transall-C-160-Flugsimulator erfolgte weiter am Fliegerhorst Wunstorf, aber unter der Verantwortung des LTG 63 durchgeführt.
Der Flugbetrieb der Transall wurde ab dem 3. Juli 2015 ausschließlich vom LTG61 (Fliegerhorst Landsberg/Lech) und LTG63 (Fliegerhorst Hohn) aus durchgeführt. Diese beiden Verbände sollten die C-160 bis etwa 2018/2019 fliegen, wobei Hohn den Transall-Betrieb am längsten aufrechterhalten und Maschinen aus Landsberg übernehmen sollte.
Im Dezember 2015 entschied das Bundesministerium der Verteidigung, aufgrund der bis 2018 nicht zu erreichenden Einsatzbereitschaft der Airbus A400M im taktischen Lufttransport, die Transall in der Konfiguration mit erweitertem Selbstschutz (ESS-Version) im LTG 63 am Standort Hohn noch bis 2021 einzusetzen. Das LTG 61 aus Penzing wurde zum Ende des Jahres 2017 aufgelöst.
Am 23. September 2021 wurden bei einem offiziellen „Fly Out“ die letzten sechs Transalls des Lufttransportgeschwaders 63 am Fliegerhorst Hohn feierlich verabschiedet. Der nach 54 Jahren letzte Flug einer Transall der WTD-61 war am 23. November 2021 die Überführung der 50+86 zur Luftlandeschule nach Altenstadt.
Am 14. Dezember 2021 um 13 Uhr setzte mit der 50+36 zum letzten Mal eine deutsche C-160 auf dem Fliegerhorst Hohn auf. Damit endete nach 53 Jahren die Geschichte der Transall in der deutschen Luftwaffe.

#### Frankreich
Die Armée de l’air erhielt zunächst 50 Transall der Version F sowie später noch einmal 29 Maschinen der Version NG. Ausgestattet wurden ab Oktober 1967 die Transportstaffeln 1/61 „Touraine“ und 3/61 „Poitou“ des Escadre de Transport (ET) 61 in Orléans-Bricy mit der F-Version, die NG-Version ging an die Staffeln 1/64 „Bearn“ und 2/64 „Anjou“ des Escadre de Transport (ET) 64 in Évreux. Dort waren von 1988 bis 2001 auch die C-160H Astarté stationiert, seit 1992 im Dienst der Staffel 1/59 „Bigorre“. Darüber hinaus flogen noch die ebenfalls speziell ausgerüsteten Gabriel-Aufklärer bei der EE 1/54 „Dunkerque“. Diese Staffel war bis Ende 2011 in Metz-Frescaty stationiert; die 1/54 fliegt mittlerweile ebenfalls von Évreux aus. Vier C-160 waren zeitweise als Postflugzeuge mit Air-France-Bemalung und zivilen Kennzeichen im Einsatz.
Neben den Staffeln und Geschwadern auf dem französischen Festland stellte die Armée de l’air auch Staffeln in Übersee auf, die als Escadron de Transport d' Outre Mer (ETOM) bezeichnet wurden und einen Zusatznamen nach ihrem Einsatzort trugen. Insgesamt gab es drei dieser Staffeln, ETOM 00.050 „Réunion“, ETOM 00.055 „Ouessant“ (stationiert in Dakar im Senegal) und ETOM 00.058 „Guadeloupe“. Die Maschinen für diese Staffeln wurden von den Geschwadern ET 61 und ET 64 bei Bedarf zur Verfügung gestellt.
Die Ausbildung der französischen Transall-Besatzungen fand von 1969 bis 2008 in Toulouse-Francazal beim 340 Centre d’Instruction des Equipages de Transport (CIET 340) statt. Zunächst wurden dem CIET Flugzeuge des ET 61 für die Ausbildung zugeteilt, 1977 wurde dann das ET 62 aufgelöst und die ehemalige erste Staffel des Verbandes in die Schule integriert.
Die Armée de l’air plante zunächst, ihre Transall-Flotte bis 2015 auf 15 Maschinen zu reduzieren, und wollte das Muster bis 2018 vollständig durch den seit 2013 zulaufenden Airbus A400M und die bereits vorhandenen C-130H-30 Hercules ersetzen. Im Verlauf des Jahres 2011 wurden bereits fünf Maschinen ausgemustert; 2012 sollten neun weitere folgen. 2013 wurde bekannt, dass die Beschaffung der A400M Atlas wegen Budgetproblemen gestreckt wird, deshalb sollten vierzehn Transall bis 2023 fliegen.
Wenige Monate nach der Außerdienststellung in Deutschland erfolgte dann aber bereits im Frühjahr 2022 die Transall-Abschiedstour der Armée de l’Air & de l’Espace und am 20. Mai des Jahres wurde sie auf ihrer letzten Basis Évreux formell verabschiedet.

#### Türkei
20 Flugzeuge wurden 1971 von der Luftwaffe an die Türkei verkauft, da die Bundeswehr für die Maschinen keinen Bedarf sah. Es handelte sich dabei um die Seriennummern D19 bis D24, D26 bis D36 und D38 bis D40. In der ersten Jahreshälfte 1971 wurde dazu bei den Herstellerfirmen und der Luftwaffe Schulungen türkischer Soldaten durchgeführt. Zur Überholung der Maschinen flog in mindestens drei Fällen ein Team von VFW in die Türkei und führte dort Grundüberholungen durch. Die Maschinen waren bei der 221 Filo in Kayseri im Einsatz. Auch die bei Auftritten der Turkish Stars mitfliegende rot-weiß lackierte Transall gehörte der 221 Filo an. Als Ersatz führen die türkischen Luftstreitkräfte (Türk Hava Kuvvetleri) ebenfalls die A400M ein. Die Auslieferung des ersten A400M fand im April 2014 statt. Zuletzt flogen nur noch die speziellen C-160T. Das letzte aktive Exemplar einer türkischen und damit überhaupt militärisch genutzten C-160 ging bei einer Bruchlandung im Januar 2024 verloren.

#### Südafrika
Neun Flugzeuge (Kennzeichen 331 bis 339) wurden zwischen Juli 1969 und Juli 1970 von Aérospatiale geliefert. Die Maschinen waren bei der No. 28 Squadron eingesetzt, ab 1996 wurden sie außer Dienst gestellt. Sie waren auf der AFB Waterkloof abgestellt und wurden bis auf eine (Kennzeichen 337) im Verlauf des Jahres 2009 verschrottet.

### Zivil

#### SchweizSchweiz– Balair
Im Auftrag des Roten Kreuzes (IKRK) flog die Balair Hilfsflüge nach Biafra. Hierfür wurde von der Luftwaffe der dritte Prototyp der C-160, die V3, dem internationalen Roten Kreuz für die Dauer von vier Monaten zur Verfügung gestellt. Die Transall erhielt für den Hilfseinsatz eine Bemalung in den Farben des Roten Kreuzes und wurde zivil zugelassen. Mit der nun als HB-ILN registrierten Maschine wurden zwischen 1968 und 1969 insgesamt 198 Hilfsflüge von Cotonou in Benin aus durchgeführt.

#### FrankreichFrankreich– Poste Française

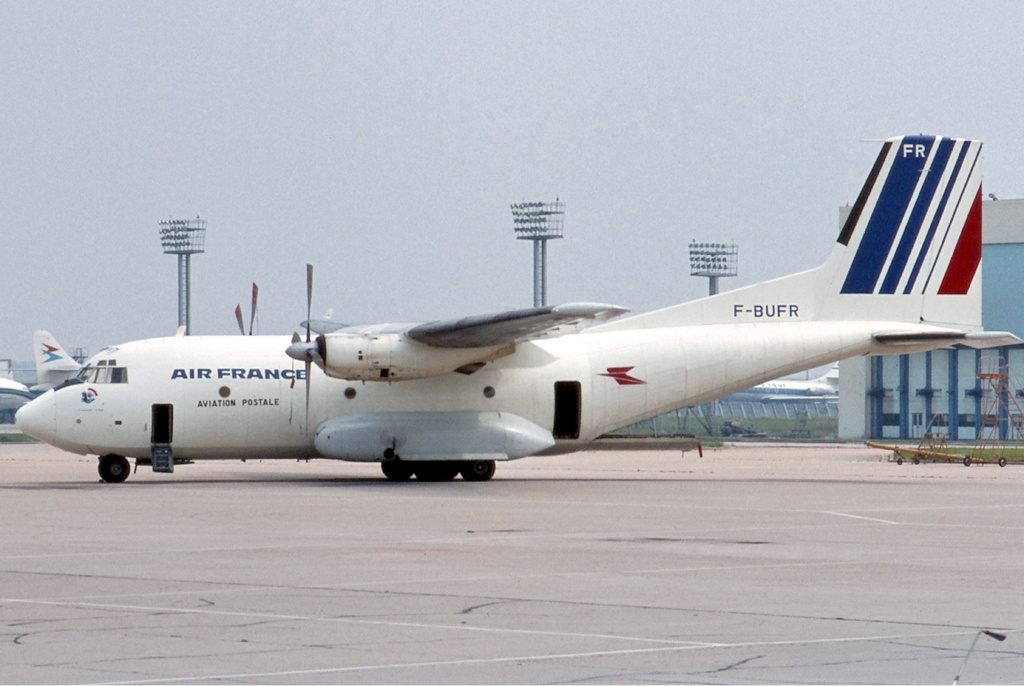
Transall im Postdienst der Air France

Zwischen 1973 und 1978 setzte die Air France vier umgebaute Militärmaschinen der Variante Transall C-160F zur Beförderung von Luftpost innerhalb Frankreichs ein. Dies war ein Dienst im Auftrag des Centre d’Exploitation Postal Métropolitain (CEPM), der sich durch außergewöhnliche Pünktlichkeit und Regelmäßigkeit im Allwetterflugbetrieb auszeichnete. Zuvor verwendete Air France hierfür DC-3C, die dann von DC-4 und später von der Fokker F-27 abgelöst wurden. Für die Postbeförderung wurde die C-160 so modifiziert, dass die Flugzeuge innerhalb von zwölf Minuten be- und entladen werden konnten. Die vier Transall kamen exklusiv auf der Strecke Paris–Bastia (Korsika) zum Einsatz und transportierten jedes Mal ca. 13,5 Tonnen Luftpost. Jeweils zwei Flugzeuge wurden an den Endpunkten stationiert. Im Durchschnitt beförderten die Transalls jede Nacht 1,8 Millionen Briefe. Während der gesamten Einsatzdauer lag die Pünktlichkeitsrate bei nahezu 98 Prozent.

#### GabunGabun
Der Prototyp V3 wurde im Juli 1976 nach Gabun verkauft und bei Air Affaires Gabon eingesetzt.

#### IndonesienIndonesien– Pelita Air Service
Im Jahr 1980 wurde ein achtmonatiger Leihvertrag zwischen dem Transall-Konsortium und der indonesischen Regierung (Pelita Air Service) abgeschlossen. Das Bundesministerium der Verteidigung stellte zwei Transall für die Umsiedlung indonesischer Bevölkerung von Java auf andere Inseln zur Verfügung. Hierfür erhielten die beiden Maschinen eine formale zivile Zulassung, eine zivile Bemalung sowie Einstiegstreppen an den Springertüren und zusätzliche Navigationsausrüstung. Zwischen August 1981 und Mai 1982 konnten bei rund 1500 Einsätzen 38.000 Indonesier von Java auf andere Inseln umgesiedelt werden. Im Anschluss an dieses erfolgreiche Programm kaufte die indonesische Regierung sechs Transall NG für die weitere Umsiedlung der Bevölkerung von Java auf weniger dicht besiedelte Inseln. Später flog ein Teil der Maschinen bei Manunggal Air.

#### AustralienAustralien– Wieland Aviation
Nach ihrer Außerdienststellung wurden drei überlebende Exemplare des LTG 63 von der australischen Wieland Aviation Group, die in Jilliby (New South Wales) beheimatet ist erworben, die sie als Löschflugzeuge einsetzen will. Die Maschinen verließen Hohn im Dezember 2022.

## Aufgaben, Verfahren und Einsätze

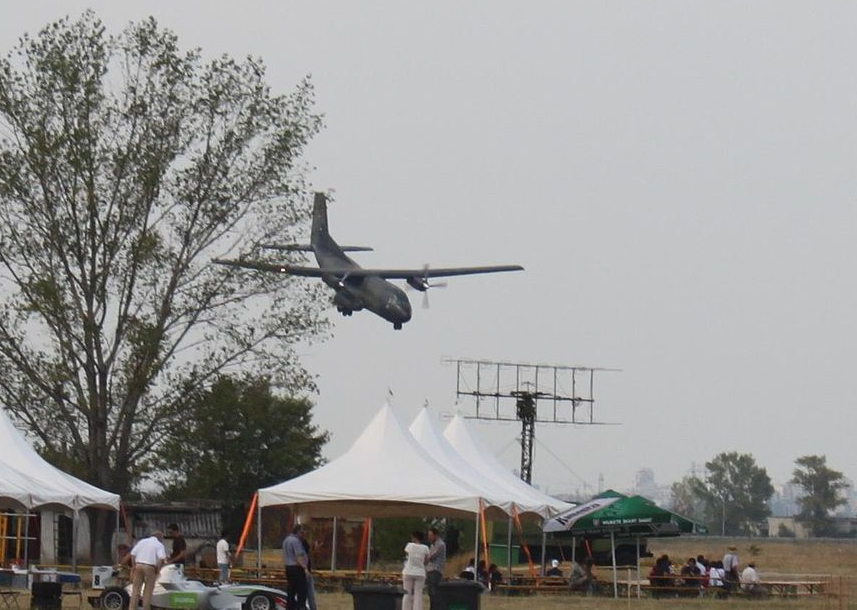
Steilanflug, BIAF Airshow 2011

Die Hauptaufgaben der Transall sind der Transport von Material und Personal, das Absetzen von Fallschirmjägern und Lasten sowie der Transport von Verletzten mit ärztlicher Begleitung aus einer Gefahrenzone, auch als MedEvac bezeichnet.
Die Transall ist ausgelegt, um auf kurzen und schlecht ausgebauten Pisten in schwierig anfliegbarem Gelände landen und starten zu können. Sie kann einen schnellen Sinkflug (Steilanflug) mit einem Winkel von bis zu 20° durchführen. Für den Steilanflug werden die Landeklappen und Luftbremsen voll ausgefahren, 185 km/h werden so nicht überschritten. Somit können Flugplätze mit Hindernissen nahe der Landebahn angeflogen werden, auch kann damit das Risiko des Beschusses vom Boden in der Nähe eines solchen Flugplatzes vermindert werden. Zum Abheben benötigt die C-160 eine Rollstrecke von 700 Metern, zum Landen sind es etwa 450 Meter.
Für das Absetzen von Lasten in unwegsamem Gelände wurde das sogenannte Abwerfen aus extrem niedriger Höhe, umgangssprachlich Afrika-Verfahren genannt, geflogen. Dabei werden Güter (z. B. Reissäcke) aus ca. 20 Fuß Höhe ohne Fallschirm abgeworfen. Die Transall fliegt dabei mit einem so hohen Anstellwinkel, dass die Last nach dem Entfernen der Sicherung automatisch über die Rampe zu Boden fällt. Den Namen Afrika-Verfahren erhielt diese Möglichkeit der Versorgung, weil sie durch die Äthiopien-Hilfe 1984 bekannt wurde.
Darüber hinaus wurde die Transall in Frankreich als Relaisstation verwendet und wird für die elektronische Kampfführung eingesetzt.

### Türkei
Nachdem die Transall beim Hilfseinsatz 1968/69 in Biafra unter Schweizer Flagge flog und die Kritiker beruhigt waren, nahm die Luftwaffe das Erdbeben vom 28. März 1970 bei Gediz zum Anlass, die Transall in einer Luftbrücke zum Transport von Hilfsgütern der Bundeswehr, des THW, des DRK und weiterer NGO zu testen. Während die Boeing 707 und andere nur größere Flughäfen anflogen, wie den Militärflughafen in Çiğli bei Izmir, übernahm die Transall Direktflüge in die Krisenregion bzw. in einer gestaffelten Luftbrücke den Weitertransport zu den kleineren Flughäfen im Bergland. Die Schulung unter einsatzähnlichen Bedingungen wurde vom 30. März bis 10. April durchgeführt.
Im Jahr darauf übernahm die Türkei 20 Transall (siehe oben).

### Afrika

#### Humanitäre Einsätze

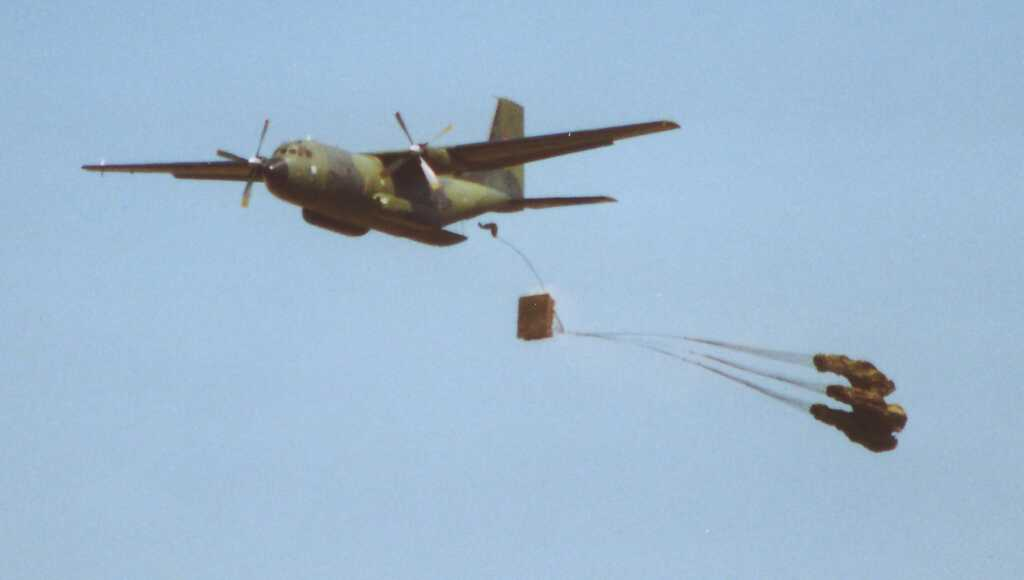
Transall beim Lastabwurf

Diverse Einsätze humanitärer Art der Luftwaffe wurden in Afrika durchgeführt, wo sich Besatzungen und Flugzeuge den Ruf als Engel der Lüfte erwarben. Beispiele für diese Einsätze sind 1974/75 die Flüge des Lufttransportgeschwaders 63 nach Äthiopien, in den Sudan und den Tschad. Die gleiche Region wurde zehn Jahre später noch einmal im Rahmen solcher Hilfseinsätze angeflogen (siehe Hungersnot in Äthiopien 1984–1985). Daneben waren auch Staaten in der Sahelzone (z. B. Mauretanien, Mali, Niger) Ziel für die mit Lebensmitteln beladenen Transportflugzeuge.

#### Einsatz in Somalia 1993
Die Lufttransportgeschwader der Luftwaffe beteiligten sich mit der Transall 1993 auch am ersten bewaffneten Einsatz deutscher Streitkräfte nach dem Zweiten Weltkrieg im Ausland. Dabei wurden mehrere Flugzeuge in Beledweyne (in den Medien oft als Belet Huen transkribiert) stationiert. Die erste Maschine mit dem Vorauskommando an Bord wurde dabei vom damaligen Verteidigungsminister Volker Rühe persönlich begrüßt.

#### Katastrophenhilfe Mosambik 2000
Die deutsche Luftwaffe leistete in den Überschwemmungsgebieten mit dem Kontingent „Katastrophenhilfe Mosambik“ 500 Einsätze mit Transall C-160 und Bell UH-1D des Lufttransportgeschwaders 62.

#### Unterstützung MONUC in der Demokratischen Republik Kongo 2003
Deutschland beteiligte sich durch Lufttransport mit Transall C-160 und mit der Bereitstellung der Fähigkeit zur Rückholung von Verwundeten.

#### Evakuierungseinsatz Libyen 2011
Die Operation Pegasus war eine Evakuierungsoperation (EvakOp) deutscher und britischer Streitkräfte während der Aufstände in Libyen. Die Operation dauerte vom 26. Februar bis zum 3. März 2011.

#### AFISMA und MINUSMA in Mali

##### 2013–2014
Im Rahmen der Opération Serval verlegte die Armée de l’air im Januar 2013 neben anderen Transportflugzeugen auch eine C-160 nach Mali. Auch deutsche Transall wurden von Anfang 2013 bis Mitte 2014 in Mali eingesetzt, um Soldaten des ECOWAS-Bündnisses im Rahmen der Missionen AFISMA und MINUSMA nach Bamako zu bringen.
Die mittlerweile verordneten Einschränkungen für Einsätze bei großer Hitze und bei Dunkelheit verringerten die Einsatzmöglichkeiten allerdings so stark, dass die Führung der UNO-Friedenstruppe in Mali, MINUSMA, seit Juli 2014 auf die Nutzung der Transall der Luftwaffe verzichtet. Bereits im Mai 2014 hatte die Bundeswehr die Durchführung eines Rettungsfluges für verletzte afrikanische Soldaten aus dem umkämpften Kidal abgelehnt, da es langsam dunkel wurde. Der „Lufttransportstützpunkt“ in Dakar wurde am 10. Juli 2014 offiziell aufgelöst; nach Angaben der Bundeswehr flog die Transall-Flotte von Beginn des Einsatzes am 19. Januar 2013 bis zum Ende in 1050 Flügen etwa 3000 Flugstunden, wobei 6500 Passagiere und 1650 Tonnen Fracht befördert wurden.

##### 2015–2021
Ab 2016 waren wieder Transalls im Rahmen der MINUSMA-Mission eingesetzt, der vorerst letzte Auslandseinsatz deutscher „Tralls“ überhaupt. Sie waren in Niamey, der Hauptstadt des Niger stationiert und flogen bis 2021 von dort aus Ziele in Nordmali an.

#### Ebolafieber-Hilfe 2014
Nachdem die Ebolafieber-Epidemie sich in der ersten Jahreshälfte 2014 in Sierra Leone, Liberia und Guinea ausbreitete, entschied die Bundesregierung im September, logistische Hilfe bei der Bekämpfung der Virus-Erkrankung zu leisten. Dazu flogen Transall von Dakar im Senegal und Accra in Ghana aus im Auftrag der Organisation United Nations Mission for Ebola Emergency Response (UNMEER) in die Hauptstädte der drei Länder, Freetown, Monrovia und Conakry. Dabei wurden vor allem Nahrung und medizinische Hilfsgüter transportiert. Im März 2015 wurde der Einsatz beendet.

### UNO-Shuttle 1978
Während des Libanesischen Bürgerkriegs waren Blauhelm-Soldaten aus Nepal im Süden des Landes eingesetzt, um den Konflikt zu beenden oder zumindest abzuschwächen. Um diese Truppen zu versorgen, wurde im April 1978 eine Luftbrücke zwischen dem damaligen Fliegerhorst Fürstenfeldbruck in Bayern und dem Flughafen Ben Gurion der israelischen Stadt Tel Aviv eingerichtet, über die Bundeswehr-Material, darunter auch Lastwagen und andere Fahrzeuge, nach Israel transportiert wurde, von wo es zu den zu versorgenden Einheiten an Brennpunkten im Libanon gebracht wurde.

### Lutrans
Innerhalb Deutschlands und zu den Taktischen Ausbildungskommandos nach Decimomannu (Sardinien) und Beja in Portugal wurde ein Lufttransportsystem namens Lutrans eingerichtet, um Personal und Material schnell zu den zu versorgenden Standorten transportieren zu können. Nach einer Erprobungsphase wurde ab dem 4. März 1975 standardmäßig mit zwei C-160 die Route Hohn–Ahlhorn–Köln–Stuttgart–Landsberg geflogen. Von diesen Flugplätzen aus wurden die Güter weiter auf der Straße zu den Depots oder Einheiten transportiert, die sie benötigten. Bestimmte Güter konnten innerhalb von 24 Stunden zu ihrem Ziel transportiert werden. Diese Flüge deckten ein Viertel des Transportbedarfs der Luftwaffe ab.

### Bosnienkrieg
Vom 4. Juli 1992 an versorgten die deutschen Lufttransportgeschwader zusammen mit den internationalen Partnern die durch den Bosnienkrieg betroffenen Gebiete im ehemaligen Jugoslawien. Die Anflüge wurden teilweise unter Beschuss durchgeführt, dabei kam es zu 277 Zwischenfällen, von denen 205 als „feindlich“ bewertet wurden. Bis zum Abschluss im Februar 1995 wurden teilweise bis zu 22 Konflikthandlungen im Monat registriert, nur im Dezember 1994 kam es zu keinen Zwischenfällen. 66,2 % der Zwischenfälle ereigneten sich dabei im Flug.
Erst im September 1992 wurde die Schutzausrüstung der Transall durch die Einrüstung von Kevlarplatten im Bereich des Cockpits sowie den Einbau eines Abwehrsystems gegen hitzesuchende und radargelenkte Raketen an die Bedrohungslage angepasst. Ein taktisches Mittel gegen Beschüsse war der in diesem Szenario entwickelte Steilanflug, allgemein als Sarajevo-Approach bekannt.
Neben den Flügen nach Sarajevo wurden die Transall der Bundeswehr eingesetzt, um über umkämpften Gegenden wie Srebrenica nachts Versorgungsgüter abzuwerfen. Auf 400 Einsätzen wurden dabei 2346 Flugstunden geflogen und 2194 Tonnen an Hilfsgütern abgesetzt.

### Afghanistan
Die Luftwaffe beteiligte sich von 2001 bis 2014 unter anderem mit Lufttransportkapazitäten am Einsatz in Afghanistan (ISAF). Zu diesem Zweck waren mehrere Transall bis 2008 in Termiz in Usbekistan und von 2008 bis 2014 in Masar-e Sharif stationiert. Maximal acht Maschinen unterstanden dort dem Einsatzgeschwader Mazar-e Sharif auf dem Flughafen der nordafghanischen Stadt. Eine dieser Maschinen stand während des Einsatzes in MedEvac-Bereitschaft und konnte innerhalb von drei Stunden innerhalb Afghanistans eingesetzt werden. Ziele der deutschen Transall waren unter anderem die größeren Flughäfen Kabul, Bagram, Kandahar und Herat, aber auch kleinere Flugplätze wie Kundus zur Versorgung der dort stationierten Soldaten.
Die Hitze und Höhenlage in Afghanistan brachte für den Betrieb der zweimotorigen Transall besondere Erschwernisse. Hohe Temperaturen können zwar bis etwa 35 °C auf Meeresniveau durch die Wasser-Methanol-Anlage ausgeglichen werden; die hoch gelegenen afghanischen Flugplätze wie Kabul (ungefähr 1800 Meter) beschränken allerdings das Abfluggewicht auf ungefähr 40 Tonnen und damit die Nutzlast auf gerade einmal 4 Tonnen. Die niedrige Gipfelhöhe mit nur einem laufenden Triebwerk (3000 Meter) im dort bis zu 5000 Meter hohen Hindukusch erfordert zudem Routen, die es den Besatzungen ermöglichen, auch bei Ausfall eines Triebwerks noch sicher zu einem Flughafen zu kommen, was wiederum mehr Kraftstoff erfordert und die Nutzlast weiter verringert.

### Feuerlöschrüstsatz
Nachdem bei der Brandkatastrophe 1975 im Norden Niedersachsens große Heide- und Waldflächen zerstört wurden und ein Großaufgebot von Katastrophenschutzkräften wie Feuerwehr und Technisches Hilfswerk über Wochen im Einsatz waren, wurde überlegt, wie man in kurzer Zeit große Mengen Löschwasser an einem Brandherd ausbringen könnte. 1976 wurde deshalb MBB damit beauftragt, die Ausstattung der Transall mit einem entsprechenden Rüstsatz zu prüfen. Der vorlegte Entwurf sah vor, einen 12.000 Liter fassenden Tank im Laderaum zu befestigen, der über Feuerwehrschläuche am Boden in vier bis fünf Minuten aufgefüllt werden könnte und das Wasser über die geöffnete Laderampe ausbringen sollte. 1977 begann die Flugerprobung, u. a. in Frankreich, die durch einen Truppenversuch beim LTG 62 ab 1979 ergänzt wurden, wobei die Ergebnisse ähnlich zu denen der ebenfalls als Löschflugzeug verwendeten Canadair CL-215 waren, die das Wasser allerdings im Flug über einen See aufnimmt. Einsätze der zwei hergestellten Rüstsätze waren selten, bekannt sind ein Einsatz am 26. Juli 1983 auf dem Versuchsgelände Knesebeck von Volkswagen, ein Einsatz zweier C-160 im August 1983 auf Sardinien sowie beim Borstler Moorbrand im Frühjahr 1988.

### Messungen zur Ozonschicht in der Arktis
Von 1991 bis 1995 führte das Bundesministerium für Forschung und Technologie Versuche mit der Maschine 50+89 der WTD 61 durch, um die Zusammensetzung der Erdatmosphäre, insbesondere der Ozonschicht, nahe der Arktis durchzuführen. Die Maschine flog zu diesem Zweck von Andøya in Norwegen oder Kiruna in Schweden aus in einem Gebiet, das sich von Grönland im Nordwesten und dem Ural im Nordosten bis zu den Kapverden und Nordafrika im Süden erstreckte. Insgesamt wurden 136 Flüge durchgeführt und knapp 750 Stunden erflogen.

## Zwischenfälle
Vom Erstflug 1963 bis Dezember 2022 kam es mit Transall C-160 zu 15 Totalschäden. Bei sechs davon kamen 73 Menschen ums Leben.
Die Luftwaffe hat drei C-160 bei Unfällen mit Todesfolge verloren. Darüber hinaus wurde eine weitere bei einem Unfall so stark beschädigt, dass sie nach ihrem Unfall abgeschrieben wurde. Im Betrieb bei der Armée de l’air wurden sieben Transall zerstört, die türkischen Luftstreitkräfte verloren zwei Flugzeuge. Dazu kommen noch zwei Unfälle des zivilen Betreibers Manunggal Air und ein Unfall eines weiteren. Auszüge:

### Luftwaffe
- Am 9. Februar 1975 flog die C-160D mit dem Luftfahrzeugkennzeichen 50+63 des Lufttransportgeschwaders 63 beim Landeanflug auf den Flughafen Chania bei dichtem Schneetreiben wegen eines Navigationsfehlers in einen Berg (Controlled flight into terrain). Keiner der 42 Insassen, neben der Besatzung Angehörige eines Flugabwehrraketengeschwaders auf dem Weg zu einer Übung nach Kreta, überlebte den Unfall (siehe auch Flugunfall einer Transall C-160 auf Kreta 1975).[109][110]

- Am 2. Juli 1988 kollidierte die C-160D 50+80 des Lufttransportgeschwaders 61 nach einem Triebwerksausfall im Landeanflug auf den Flughafen Bordeaux-Mérignac mit einer Hochspannungsleitung. Die 6 Mann Besatzung überlebten den Absturz verletzt. Die Maschine befand sich auf einem Flug von Stuttgart-Echterdingen nach Bordeaux.[111]

- Am 11. Mai 1990 wurde die 50+39 des Lufttransportgeschwaders 62 in der Nähe von Lohr am Main bei schlechten Wetterbedingungen in einen Hang im Spessart geflogen (Controlled flight into terrain). Die Maschine befand sich auf einem Flug vom Heimatstützpunkt Wunstorf nach Kaufbeuren. Bei diesem Unfall starben alle zehn Personen an Bord.[112][113]

- Am 22. Oktober 1995 ereignete sich der bisher letzte Unfall mit Totalverlust einer deutschen Transall, als eine Maschine in den Atlantik stürzte. Die 50+43 des Lufttransportgeschwaders 61 war auf dem Weg in die Vereinigten Staaten von Amerika. In Ponta Delgada auf den Azoren war die Maschine zum Auftanken gelandet, bevor sie nach St. John’s (Neufundland, Kanada) weiterfliegen sollte. Nach einem missglückten Startabbruch aufgrund eines Triebwerksausfalls berührte sie einen Hochspannungsmast und stürzte ins Meer. Alle sieben Besatzungsmitglieder kamen ums Leben.[114][115]

- Bei einem Flug unter zunächst Instrumenten- und zum Zeitpunkt des Zwischenfalls Sichtflugregeln berührte die 50+50 der Luftwaffe am 22. September 2008 in der Nähe von Frielendorf in Hessen mehrere Baumwipfel, wobei Teile eines Höhenleitwerks abgetrennt wurden. Die Maschine des LTG 63 flog noch bis nach Wunstorf. Wegen der Beschädigungen wurde entschieden, das Flugzeug nicht zu reparieren, sondern brauchbare Teile auszubauen und die Zelle zu verschrotten.[112]

### Armée de l’Air
- Am 23. November 1984 kollidierte eine Transall C-160NG der Französischen Luftstreitkräfte (FrAF 209/64-GI) mit einer Transall C-160F (FrAF 156/61-ZV) in der Nähe von Castres. Beide Maschinen waren auf dem Militärflugplatz Toulouse-Francazal gestartet. Beim Absturz der beiden Flugzeuge kamen alle 13 Besatzungsangehörigen ums Leben, vier in der C-160NG und neun in der C-160F.[116][117][118]

- Am 6. April 1995 machte die Besatzung der C-160NG 64-GV eine Notlandung, als das Flugzeug nach dem Start vom Flughafen Calvi auf Korsika in rund 1000 Meter Höhe im steil ansteigenden Gelände am Col de Marsolino aufschlug. Alle sechs Besatzungsmitglieder überlebten.[119][118]

- Am 6. Mai 2004 kam es bei einer Transall C-160R der Französischen Luftstreitkräfte (FrAF 209/61-ZR) auf dem Flughafen Martinique (Kleine Antillen) zu einem Brand im linken Treibstofftank, als die Maschine nach dem Anlassen gerade in Richtung Startbahn losgerollt war. Das Feuer war durch einen Kurzschluss eines im Tank verlegten Kabels entstanden, welches schon sehr alt war und dessen Verwendung vom Flugzeughersteller trotz bekannter Bedenken zugelassen war. Das Flugzeug wurde irreparabel beschädigt. Alle acht Insassen, drei Piloten und fünf Mechaniker, überlebten den Totalschaden.[120]

### Türk Hava Kuvvetleri
- Am 14. November 1988 fing eine Transall C-160D der türkischen Luftstreitkräfte (Luftfahrzeugkennzeichen TAF 69-030) auf dem Vorfeld des Luftwaffenstützpunkts Kayseri-Erkilet (Türkei) Feuer und brannte vollständig aus. Die Maschine war vorher in Deutschland als 50+22 registriert. Über Personenschäden ist nichts bekannt, es gab jedoch keine Todesfälle.[121]

- Am 25. Januar 2024 kam es an einer Transall C-160T der türkischen Luftstreitkräfte (TAF 69-036) zu einem Leistungsverlust. Die Piloten machten eine Notlandung auf dem militärischen Teil des Flughafens Kayseri-Erkilet (Türkei). Videos zeigen einen Landeanflug im Tiefflug auf den Flugplatz; und das Flugzeug scheint eine Fahrwerksstörung gehabt zu haben. Es wurden keine Verletzten gemeldet, das Flugzeug wurde jedoch erheblich beschädigt und möglicherweise abgeschrieben.[122]

### Manunggal Air
- Am 15. Juni 2001 verunglückte die PK-VTP der Manunggal Air, deren Piloten eine Notlandung in Sentani (Indonesien) machten, nachdem Probleme mit den Triebwerken aufgetreten waren. Dabei kam die Maschine von der Landebahn ab und rammte einen Zaun, wobei einer der 16 Insassen getötet wurde. Die Maschine sollte nach Wamena fliegen.
- Am 6. März 2008 ereignete sich in Wamena auch der zweite Unfall dieses zivilen Betreibers. Die PK-VTQ ging nach der Landung in Flammen auf und brannte vollständig aus, Passagiere und Besatzung konnten sich unverletzt retten.[123]

### Wilken Group
- Am 3. November 2021 verunglückte die letzte zivil genutzte C-160NG (Seriennummer MSN 233, Baujahr 1985) mit dem tadschikischen Luftfahrzeugkennzeichen EY-360 auf dem Flugfeld in Doolow (Somalia). Das Flugzeug aus Tadschikistan wurde von einer „Wilken Group“ in Kenia eingesetzt. Laut Presseberichten wurde die Maschine in einem zu steilen Anflugwinkel zu schnell und zu hart aufgesetzt. Die zweiköpfige Besatzung konnte sich retten, das Flugzeug brannte aus. Die vormals indonesische Maschine der Pelita Air Service (PK-PTO) und Mannungai Air wurde im April 2015 von der Wilken Group erworben.[124][125][126]

## Technische Daten
| Kenngröße                    | C-160D | C-160NG                                         |
| ---------------------------- | --- | ----------------------------------------------- |
| Besatzung                    | 5 bzw. 6: Kommandant Copilot Bordtechniker TSO (Taktischer Systemoffizier) je nach Aufgabenzweck und Anzahl der Passagiere ein oder zwei Ladungsmeister                                                                | 3                                               |
| Länge                        | 32,40 m | 32,40 m (33,60 m mit Tanksonde)                 |
| Spannweite                   | 40,00 m | 40,00 m                                         |
| Höhe                         | 12,36 m | 11,65 m                                         |
| Flügelfläche                 | 160 m² | 160 m²                                          |
| Flügelstreckung              | 10 | 10                                              |
| Leermasse                    | 28.946 kg | 28.000 kg                                       |
| normale Startmasse           | ca. 46.000 kg | k. A.                                           |
| max. Startmasse              | 49.150 kg | 51.000 kg                                       |
| Zuladung                     | bis zu 16.000 kg bzw. 93 Soldaten (73 bei Flügen über See) + 5 Besatzung | bis zu 16.000 kg bzw. 93 Soldaten + 3 Besatzung |
| Tragflächenbelastung         | 294 kg/m² (nominal) | k. A.                                           |
| Höchstgeschwindigkeit        | 513 km/h | 513 km/h                                        |
| Dienstgipfelhöhe             | 8230 m | 8200 m                                          |
| Steigrate                    | 6,67 m/s | k. A.                                           |
| Reichweite bei 14 t Nutzlast | ca. 1200 km | ca. 1200 km                                     |
| Luftbetankungssystem         | kein | Tanksonde                                       |
| Startstrecke                 | 650 m | k. A.                                           |
| Landestrecke                 | 580 m | k. A.                                           |
| Antrieb                      | 2 × Rolls-Royce-Tyne-Mk.22-Propellerturbinen | 2 × Rolls-Royce-Tyne-Mk.45-Propellerturbinen    |
| Leistung                     | 2 × 4222 kW (5738 PS) | 2 × 4485 kW (6100 PS)                           |
| Leistungsgewicht             | 180 W/kg (nominal) | k. A.                                           |
| Elektronikausrüstung         | - Flight management system (FMS) - GPS - Laser-INS (LASER-Trägheitsnavigationssystem) - Funknavigation (2 × VOR, NDB, TACAN) - Wetterradar - UHF-, VHF-, HF-Langstrecken-Funk - SELCAL, TCAS II (Kollisionswarnsystem) | k. A.                                           |

## Vergleich mit anderen Typen
Die C-160 Transall zählt neben der – in weitaus größerer Anzahl gebauten – C-130 Hercules zu den Standard-Transportern der NATO-Staaten. Bei vergleichbaren Ausmaßen und sogar größerem Laderaum ist sie der viermotorigen C-130 aufgrund der insgesamt schwächeren Antriebsleistung bei Nutzlast, Geschwindigkeit und Gipfelhöhe unterlegen. Kleinere vergleichbare Transportflugzeuge sind die Alenia C-27 und die CASA C-295. Die A400M als Nachfolger der C-160 und teilweise auch der C-130 kann eine deutlich größere Last tragen. Als Nachfolger der Transall in Deutschland war auch die ukrainische Antonow An-70 im Gespräch. Ältere vergleichbare Muster dieses Herstellers sind die Antonow An-12 (NATO-Codename Cub), die seit 1963 in sowjetischen und später russischen Militärdiensten steht, und die kleinere Antonow An-26 (Curl), die seit Anfang der 1970er-Jahre bei den Staaten des damaligen Warschauer Paktes im Einsatz ist.

## Ausblick
Schon in den 1980er Jahren begann in den Betreiberstaaten der C-160 die Suche nach einem neuen Lufttransporter, der die Transall ablösen sollte, da Transall und Hercules nach damaliger Schätzung etwa im Jahr 2000 ihre maximale Lebensdauer erreicht haben würden. Durch die nach dem Ende des Kalten Krieges geänderten Anforderungen in Deutschland an einen Militärtransporter wurde dies noch dringlicher.
Die Transall war als Transporter für den Einsatz innerhalb eines Kampfschauplatzes gedacht (taktischer Transport, siehe auch Operation (Militär)) und noch dazu für das europäische Klima gebaut. Die Bundeswehr fordert hingegen schon seit den späten 1990er-Jahren, im Rahmen der gemeinsamen europäischen Sicherheits- und Verteidigungspolitik Truppenteile in entferntere Einsatzgebiete verlegen zu können (strategischer Lufttransport). Diese Anforderungen konnte sie mithin spätestens seit dem Beginn des Afghanistaneinsatzes 2001 nicht mehr so erfüllen, wie sie es in einem „heißen“ Kalten Krieg in Europa gekonnt hätte.

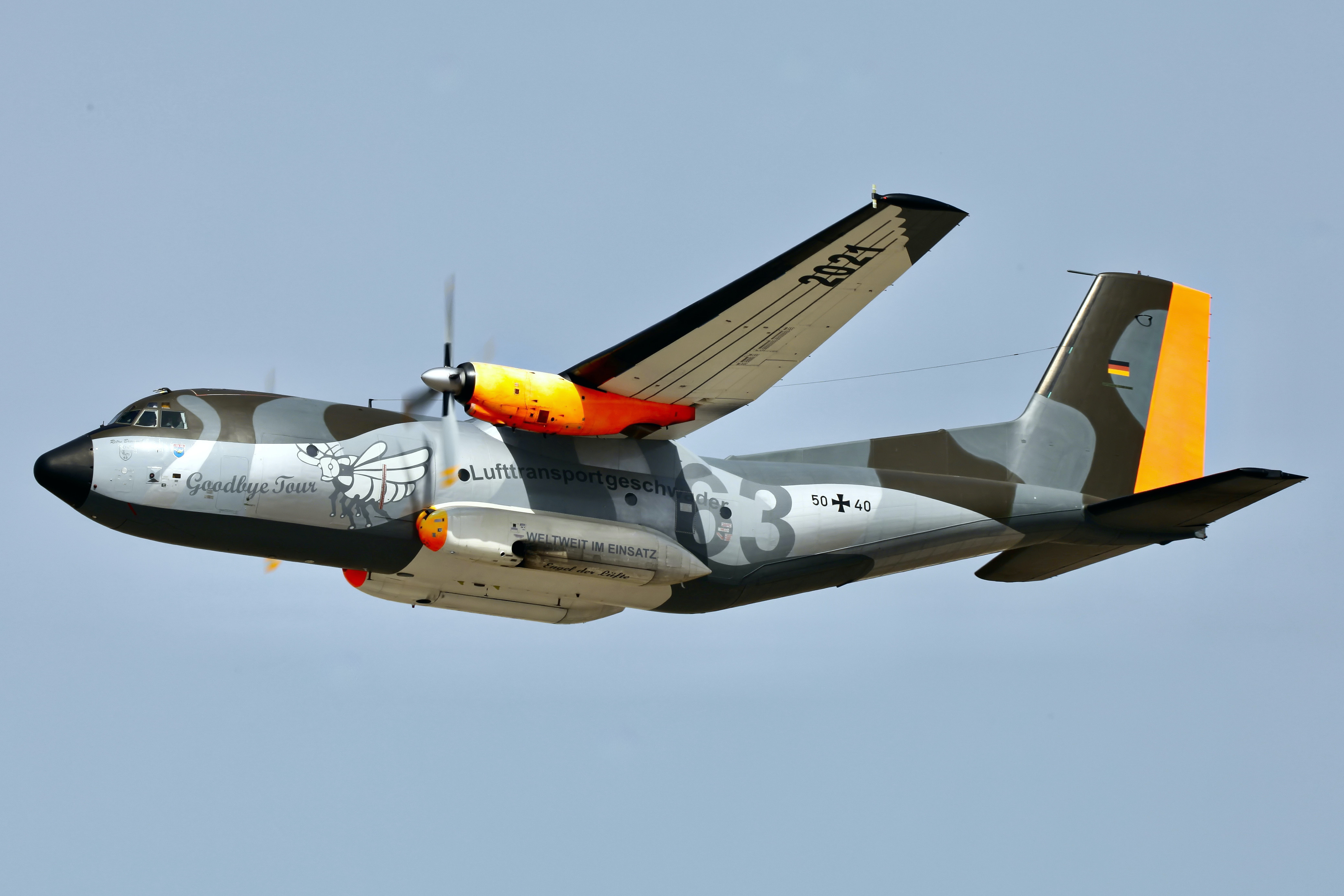
Transall 50+40 der Luftwaffe im September 2021 in Sonderbemalung zur Abschiedstour

Trotz der am Flugzeug in den 1990er-Jahren vorgenommenen Anpassungen, alleine um der Transall noch einmal etwa zehn Einsatzjahre bis zur Einführung der A400M zu geben, wurde die Instandhaltung immer aufwendiger. Wegen der Verzögerungen bei Airbus, speziell im Bereich Selbstschutzanlage, wurde die Transall bis Ende 2021 bei LTG 63 in Hohn betrieben. Einzelne Exemplare wurden allerdings schon zuvor verschrottet.
Australien: Die Flugzeuge VH-RFW (Seriennummer D.125 ex 50+88), VH-RPR (D.120 ex 50+83) und VH-TIT (D.77 50+55) sollen bei Wieland Aviation als Löschflugzeuge weiterbetrieben werden.

## Erhaltene Maschinen in Museen und Kasernen

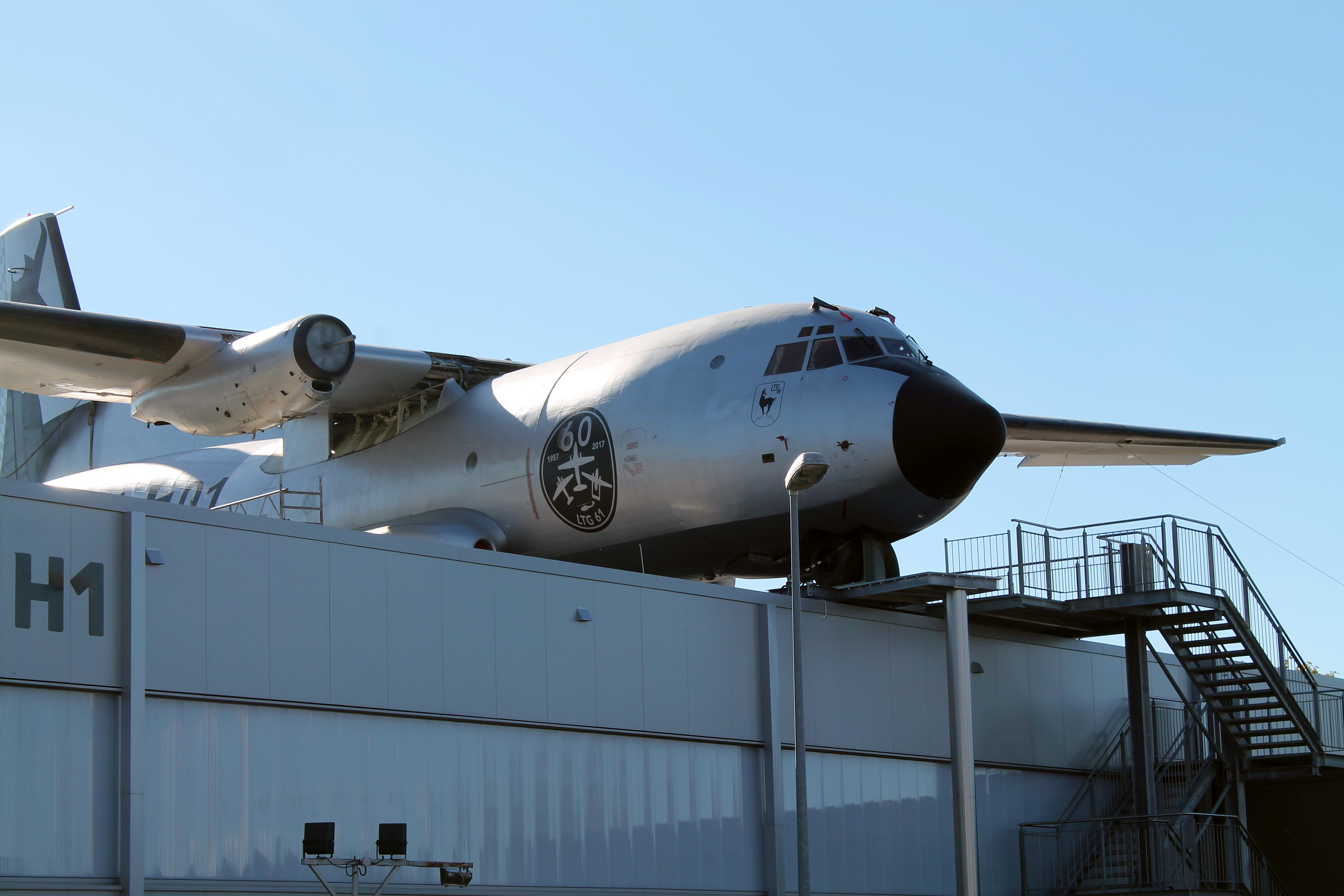
51+01 in Wernigerode

Mit der langsamen Ausmusterung der Transall fanden bisher mehrere Exemplare den Weg zu den unterschiedlichsten Museen und Ausstellungsorten.

### DeutschlandDeutschland
- Die 50+07 des LTG 61 steht seit 16. Oktober 2012 auf dem Flugplatz Ballenstedt und sollte in das Luftfahrtmuseum Wernigerode überführt werden. Auch nach der Landung der 51+01 am 18. Dezember 2017 in Ballenstedt verbleibt die 50+07 am Flugplatz Ballenstedt.[136]
- Am 20. März 2012 wurde die 50+37 des LTG 62 von Wunstorf aus zum Flugplatz Damme überführt und wird dort vom Museum für Technik, Natur und Luftfahrt ausgestellt.[137][138]
- Die 50+40 wurde am 20. Oktober 2021, nach ihrer Abschiedstour als „Retro-Brummel“ von Hohn über Nürnberg zum ehemaligen Heeresflugplatz Roth überführt. Sie wird künftig an der neuen Offizierschule der Luftwaffe ausgestellt.[139]
- Die 50+54 wurde am 5. März 2019 von Hohn nach Hannover überführt und soll dort der Ausbildung von Mitarbeitern und Feuerwehr des Flughafens dienen.[140]
- Die 50+56 des LTG 63 steht seit dem 19. September 2011 im Militärhistorischen Museum der Bundeswehr auf dem ehemaligen Militärflugplatz Berlin-Gatow.[141][142]
- Am 13. Mai 2014 wurde die 50+62 vom LTG 62 zum Airbus Werksflugplatz Hamburg-Finkenwerder überführt und soll dort an ihrer Produktionsstätte ausgestellt werden.[143]
- Die 50+64 des LTG 63, die bis Ende 2017 als eine der letzten „Tralls“ des LTG 61 in Penzing stationiert war, soll zukünftig in der Flugwerft Schleißheim ausgestellt werden.
- Die 50+66 wurde am 24. August 2021 aus Hohn auf den Flugplatz Rotenburg (Wümme) überführt und wird dort ausgestellt, erstmals wird hier eine Maschine mit montierter Selbstschutzanlage (ESS) ausgestellt.[144][145]
- Die 50+76 des LTG 63, die bis Mitte 2021 als eine der letzten „Brummelbienen“ des LTG 63 in Hohn stationiert war, befindet sich im Kasernenbereich des Heeresflugplatzes Celle, dem Platz, wo das Geschwader 60 Jahre zuvor aufgestellt wurde.
- Einer der letzten Flüge einer Transall war die Überführung der 50+79 des LTG 63 am 7. Dezember 2021, nach Zweibrücken, wo sie 2022 in ein „Trallotel“ umgebaut werden soll[146].
- Die 50+85 des LTG 63 steht seit 2015 als sogenannter „Gate Guard“ direkt an der Hauptwache des Fliegerhorstes Hohn. Sie trägt eine Sonderbemalung, die 2011 zum 50-jährigen Bestehen des LTG 63 angefertigt wurde.[147]
- Der Niederländer Piet Smedts erwarb ebenfalls einen der Transporter und stellt ihn seit dem 6. Dezember 2011 in Baarlo aus. Die Maschine flog bei der Bundeswehr unter der Kennzeichen 50+98, zuletzt für das LTG 61 im bayerischen Landsberg. Diese Maschine wird seit 2015 im Kevelaer Freizeitpark Irrland als Attraktion ausgestellt.[148]
- Die 50+86, zuletzt bei der WTD 61 im Einsatz, befindet sich als Ausstellungsstück seit November 2021 auf dem Heeresflugplatz Altenstadt.[57][149]
- Die 50+99 des LTG 61 steht seit dem 13. April 2011 im Technik-Museum Speyer.
- Die 51+00, zuletzt beim LTG 62 eingesetzt, wurde am 22. Januar 2013 zum Lausitzflugplatz Finsterwalde/Schacksdorf überführt und soll dort der Ausbildung von Luftfahrzeugtechnikern dienen.[150]
- Die 51+01 des LTG 61 wurde am 18. Dezember 2017 von Penzing auf den Flugplatz Ballenstedt überführt und am 9. Oktober 2018 in das Luftfahrtmuseum Wernigerode transportiert. Die 51+01 trägt die Sonderbemalung „Silberne Gams“. Sie ist auf dem Museumsdach zu besichtigen.[151] Im Juli 2018 wurde die 51+01 erneut von Wernigerode zum Flugplatz Ballenstedt überführt und im Eingangsbereich des Musikfestivals Rockharz aufgestellt.
- Am 7. Oktober 2014 wurde die 51+02 vom LTG 61 zum Flugplatz Altenburg in das Museum Flugwelt Altenburg überführt.[152]
- Eine Transall, die 51+06 des LTG 63, steht seit September 2018 hinter dem „Alten Bahnhof“ in Hohn.[153]
- Die 51+07 des LTG 62 seit dem 20. Juni 2011 im Außengelände der Ju-52-Halle vor den Toren des Fliegerhorstes Wunstorf.

### OsterreichÖsterreich
- Eine Besatzung des LTG 63 brachte am 8. Mai 2012 die Maschine mit dem Kennzeichen 50+94 vom Fliegerhorst Schleswig zum Österreichischen Luftfahrtmuseum auf dem Flughafen Graz-Thalerhof.[154][155][156]

### SudafrikaSüdafrika
- Das Museum der South African Air Force in Pretoria beherbergt die 337.

### TurkeiTürkei
- Die Türkei stellt die 69-022 (ehemals 50+14) in Istanbul und die 69-039 (ehemals 50+31) in Ankara/Etimesgut aus.

### FrankreichFrankreich
- Seit dem 22. August 2012 befindet sich die französische Transall R18 im Musée de l’air et de l’espace am Flughafen Le Bourget.[157]
- Am 20. August 2021 wurde die Transall R223 als „Gate Guard“ auf dem Militärflugplatz Évreux-Fauville abgestellt.
- Der letzte Flug überhaupt war in Frankreich der der R212 von Orléans nach Toulouse-Blagnac am 27. Juni 2022, wo sie Teil der Ausstellung des Musée Aeroscopia wurde.[158]

### NiederlandeNiederlande
Die 50+95 mit der Jubiläumsbemalung 55 Jahre LTG 63 ist seit dem 12. September 2016 in Eindhoven vor dem EATC ausgestellt. (Position 2016)